# KZ Ravensbrück

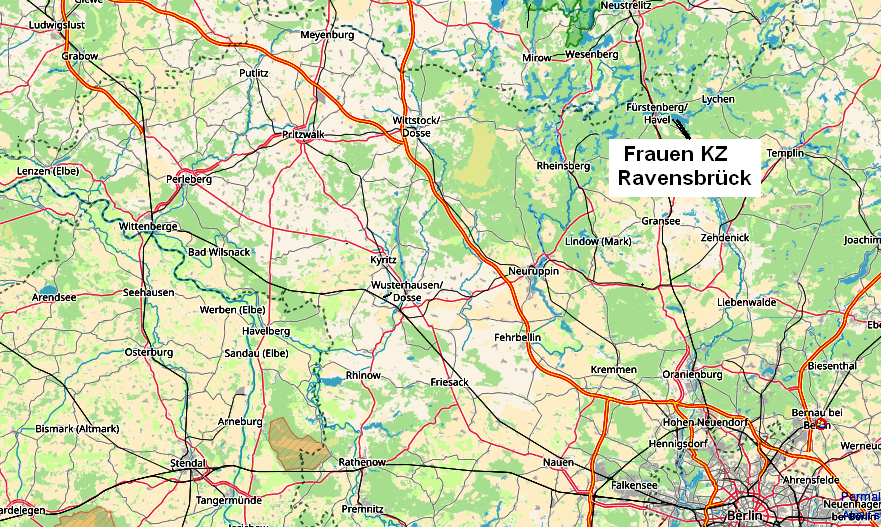
Karte mit Zuordnung des KZ Ravensbrück

Das KZ Ravensbrück (auch Frauen-KZ Ravensbrück) war das größte Konzentrationslager für Frauen im sogenannten deutschen Altreich zur Zeit des Nationalsozialismus. Es wurde 1938/1939 durch die Schutzstaffel (SS) in der Gemeinde Ravensbrück (heute zur Stadt Fürstenberg/Havel) im Norden der Provinz Brandenburg errichtet.
Gemeinsam mit dem in unmittelbarer Nachbarschaft liegenden Männerlager, Industriebetrieben, dem KZ Uckermark für Mädchen und junge Frauen und dem Siemenslager Ravensbrück, dem einzigen in einem KZ befindlichen Industrieareal, bildete das KZ Ravensbrück einen Lagerkomplex. Darüber hinaus existierte eine Vielzahl von KZ-Außenlagern, siehe Liste der Außenlager des KZ Ravensbrück.
Die Rote Armee näherte sich dem Konzentrationslager im April 1945, konnte aber – am 30. April 1945 – nur noch zwischen 2.000 und 3.000 Häftlinge befreien. Insgesamt waren etwa 120.000 Frauen und Kinder, 20.000 Männer und 1.200 weibliche Jugendliche aus über 30 Nationen und Volksgruppen im KZ Ravensbrück und im KZ Uckermark interniert. Man geht davon aus, dass 28.000 Häftlinge in Ravensbrück ermordet wurden.
Das ehemalige Stammlager diente von 1945 bis 1993 als Kaserne für die Gruppe der Sowjetischen Streitkräfte in Deutschland. 1959 wurde die Mahn- und Gedenkstätte Ravensbrück eröffnet und später mehrfach erweitert.

## Struktur

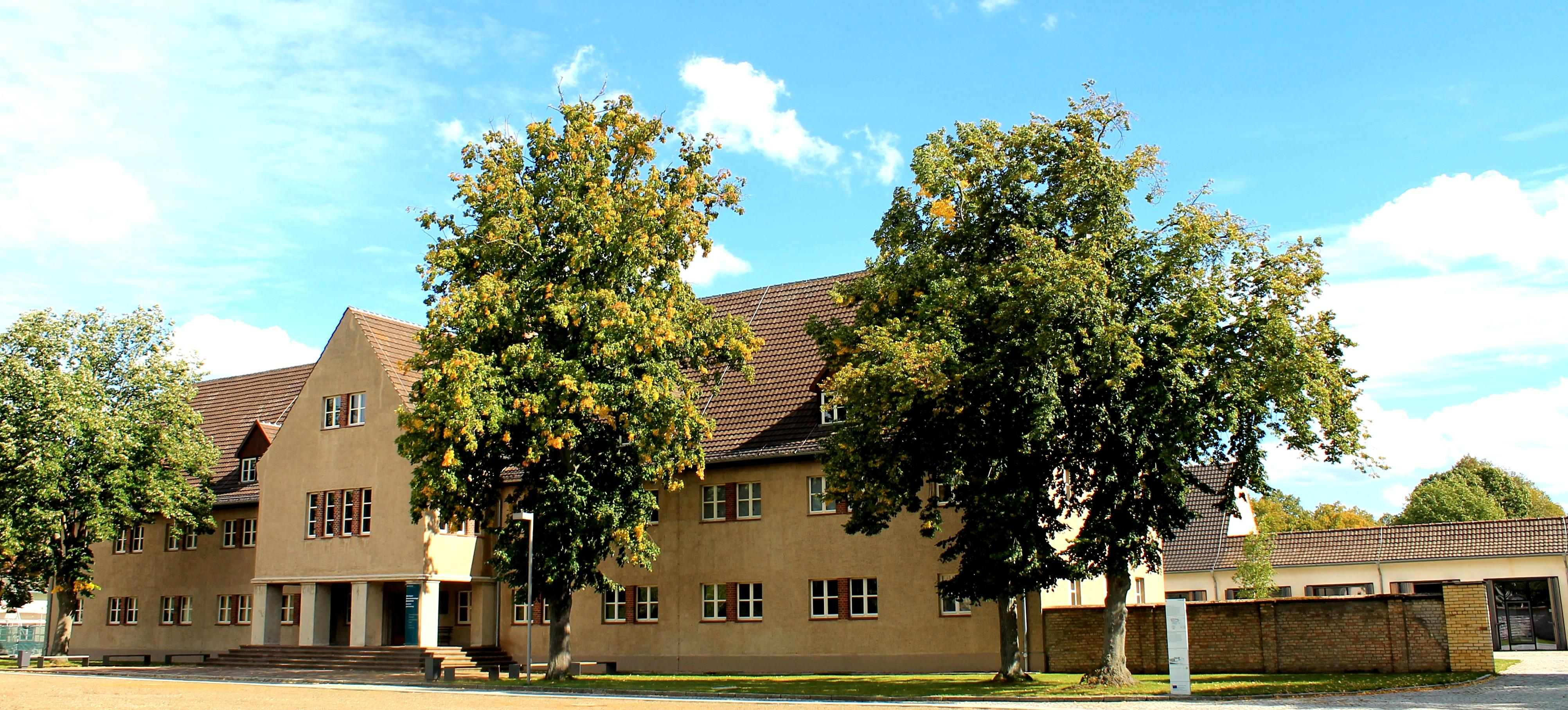
Blick auf die ehemalige Kommandantur, in der sich heute eine Ausstellung befindet, 2015

Während des Zweiten Weltkrieges entstanden über das Deutsche Reich verteilt 45 Außenlager, davon mindestens 31 für weibliche und neun für männliche Häftlinge. Dort mussten Häftlinge NS-Zwangsarbeit insbesondere für die Kriegsproduktion leisten. Unter anderem gab es die Außenlager Barth, Bad Belzig, Drögen, Eberswalde, Genthin, Grüneberg, Neustadt-Glewe, Sankt Lambrecht und Velten.

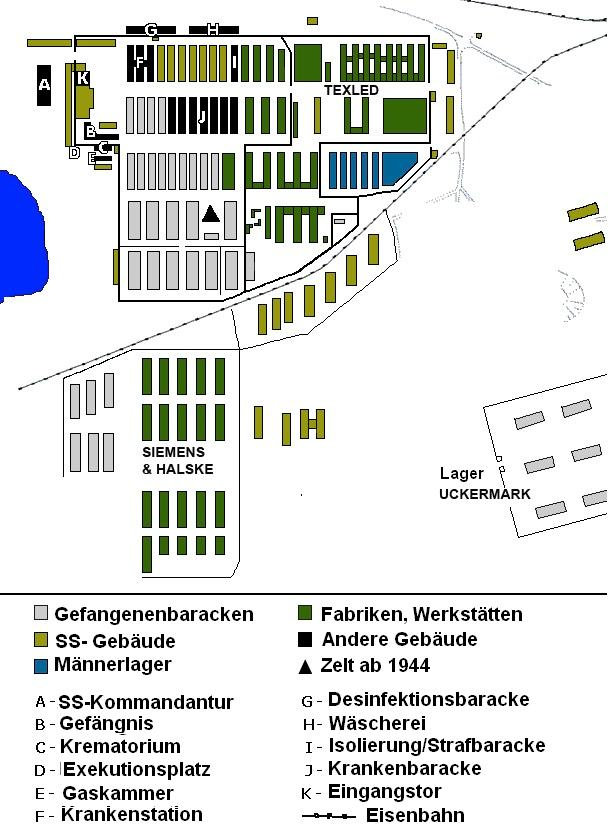
Plan des KZ Ravensbrück

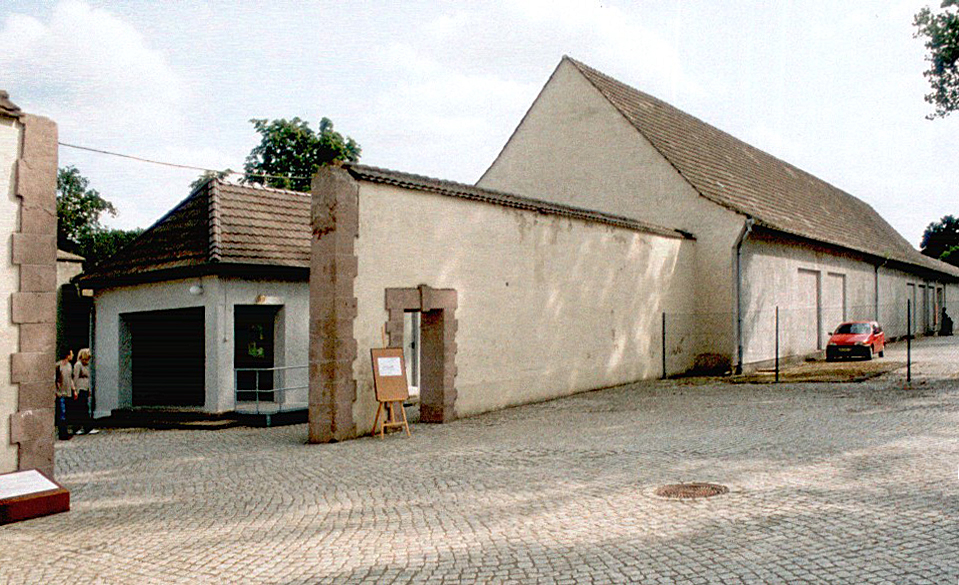
Außenansicht des ehemaligen Lagertors, heute Mahn- und Gedenkstätte Ravensbrück (2005)

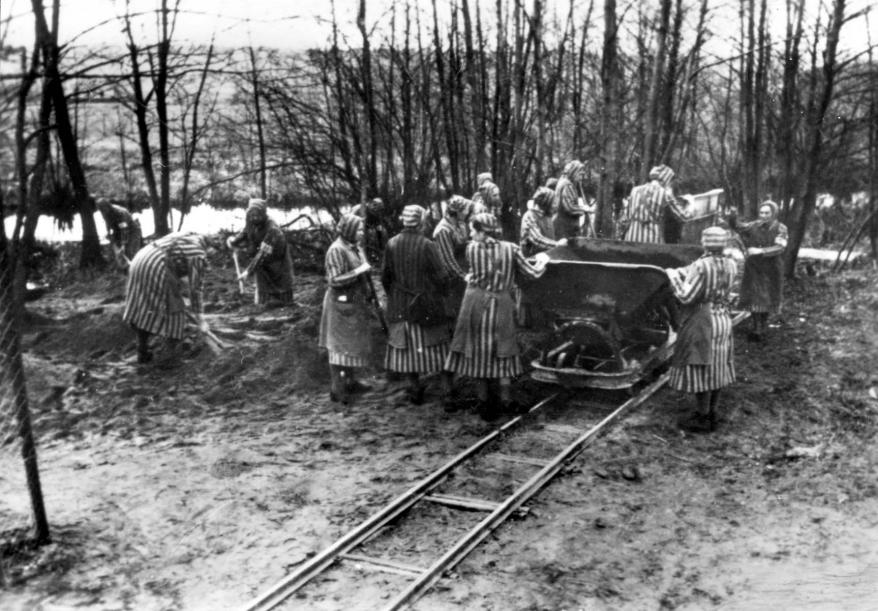
Zwangsarbeiterinnen im KZ Ravensbrück (ca. 1939/1943)

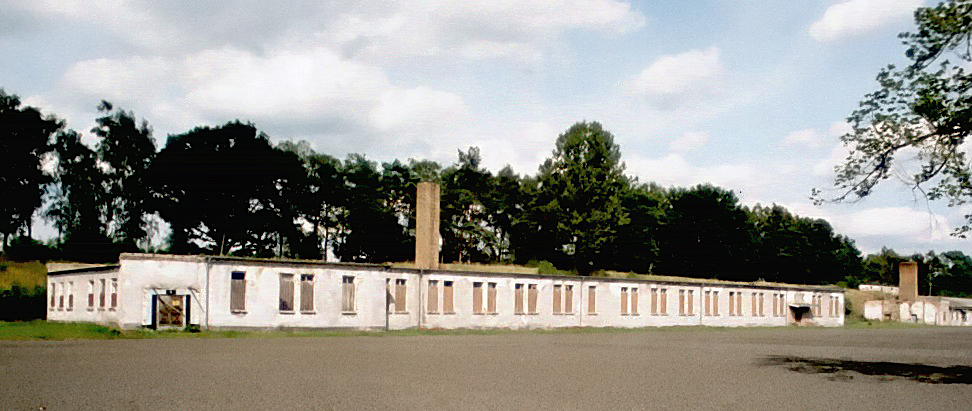
Gebäude außerhalb des ehemaligen Lagers, 2005

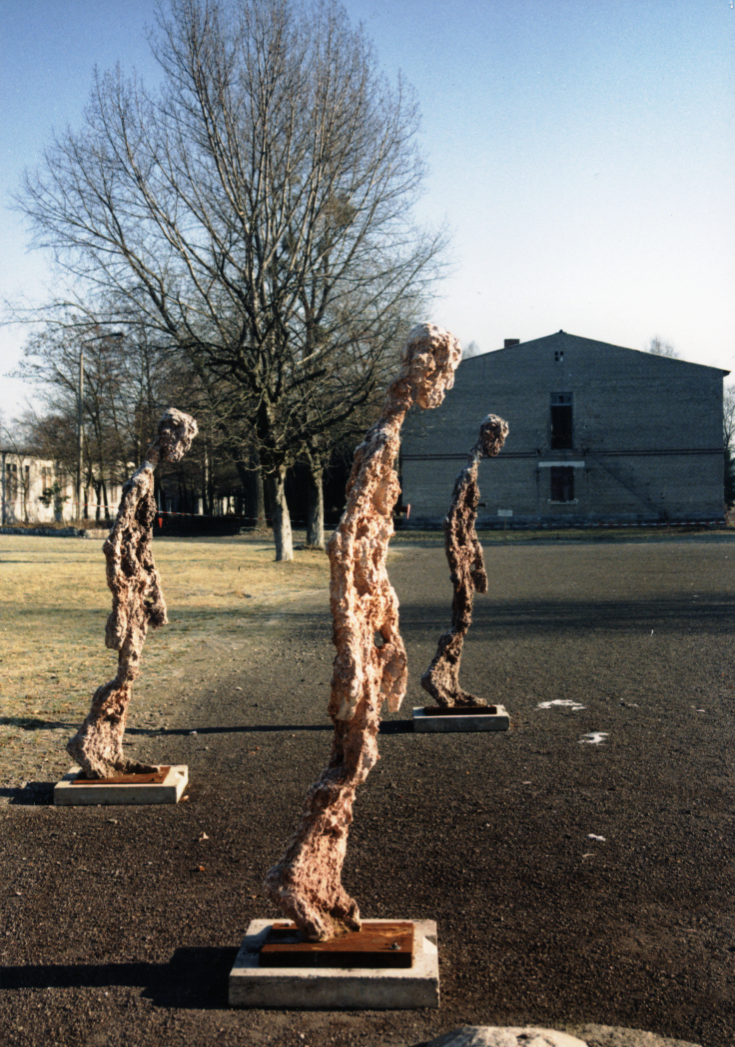
2006 aufgestellte Skulpturengruppe Figuren gegen das Vergessen von Stuart Wolfe

Vorläufer des KZ Ravensbrück waren Frauenlager im KZ Moringen und im KZ Lichtenburg. Auf Anordnung des Reichsführers SS Heinrich Himmler wurde das KZ Ravensbrück von Dezember 1938 bis April 1939 am Schwedtsee in der Gemeinde Ravensbrück von Häftlingen des KZ Sachsenhausen als zunächst reines Frauenlager errichtet. Die Entfernung zum Zentrum Berlins betrug über die Reichsstraße 96 etwa 86 km. Auch weibliche Häftlinge mussten ab dem 11. November 1938, nach der ersten Zugangsliste, das KZ aufbauen.
Im April 1941 kam ein kleines Männerlager für zunächst 350 Häftlinge hinzu.
Im Juni 1942 wurde in unmittelbarer Nähe das Jugendkonzentrationslager Uckermark für zunächst 400 Mädchen und junge Frauen fertiggestellt (Jugendkonzentrationslager).
Das KZ Ravensbrück umfasste 1945 eine Fläche von etwa 170 ha.

## Entwicklung

### 1939: Erste weibliche Häftlinge
Am 18. Mai wurden die ersten knapp 900 weiblichen Häftlinge aus dem KZ Lichtenburg in das neue KZ Ravensbrück verlegt. Diese mussten zunächst beim weiteren Ausbau des Lagers und beim Bau der Wohnsiedlung für die SS-Wachmannschaft mitarbeiten. Bereits Ende Juni wurden erstmals 440 Sinti und Roma mit ihren Kindern aus dem österreichischen Burgenland hierher deportiert. Mit dem Beginn des Zweiten Weltkrieges kamen zunächst auch Frauen aus dem besetzten Polen, später auch aus den anderen vom Deutschen Reich besetzten Ländern hinzu.

### 1940: Gründung der Gesellschaft für Textil- und Lederverwertung mbH
Im Januar inspizierte Himmler das KZ und ordnete die Einführung der Prügelstrafe für weibliche Häftlinge an. Im Zuge der totalen Umstellung auf die Kriegswirtschaft wurde am 21. Juni der SS-Betrieb Gesellschaft für Textil- und Lederverwertung mbH (Texled) in Ravensbrück gegründet. Im KZ wurde ein Industriehof mit Produktionsstätten eingerichtet, in dem die Häftlinge „frauentypische“ Arbeiten verrichten mussten.
Im Dezember waren bereits 4200 Gefangene in Ravensbrück registriert, die in 16 KZ-Baracken untergebracht waren.
Jede dritte Gefangene, die neu eingeliefert wurde, war Polin. Unter ihnen waren Mitglieder des Polski Związek Zachodni oder Angehörige der paramilitärischen Jugendorganisation Przysposobienie Wojskowe Kobiet.

### 1941: Häftlingsfrauen als Landarbeiterinnen vermietet
Die Zahl der Gefangenen erhöhte sich bis April 1941 um weitere 3500. Im gleichen Monat wurden 1000 Frauen aus Ravensbrück nach Auschwitz zum Aufbau des dortigen Vernichtungslagers transportiert.
Ab diesem Jahr fanden immer wieder Erschießungen statt, denen insgesamt 143 polnische Frauen und Mädchen ohne jegliche Vorwarnung zum Opfer fielen. Später kamen Hinrichtungen von sowjetischen, französischen, britischen und anderen Gefangenen hinzu.
Von 1939 bis 1941 wurden Häftlinge durch sinnlose Schwerstarbeit bewusst getötet. Ab 1941 begann die SS, Insassen an die umliegenden mecklenburgischen Güter als Landarbeiterinnen zu vermieten, weitere wurden ausgeliehen an Gärtnereien und zum Straßenbau; nach und nach wurden sie ein Faktor für die Kriegswirtschaft. Obwohl die Häftlinge danach weiter zu absichtlich unproduktiven Tätigkeiten herangezogen wurden, ging ab 1942 der Einsatz in der Kriegswirtschaft vor.
Im November wurde im Rahmen des ersten Teils einer Aktion, unter dem Decknamen Aktion 14f13, mindestens 330 Frauen aus dem KZ „ausgesondert“, wie aus Briefen des beteiligten SS-Arztes Friedrich Mennecke hervorgeht. In den Richtlinien der Aktion waren die sogenannten „Ballastexistenzen“ – nicht weiter nützlich einsetzbare Häftlinge – zunächst in Listen zu erfassen und den Ärztekommissionen zur Begutachtung vorzustellen. Insgesamt wurden mehr als 1.200 Menschen im KZ im Zusammenhang damit in der NS-Tötungsanstalt Bernburg ermordet. Die Aktion wurde ab März 1942 immer mehr eingeschränkt, weil für die Rüstungsindustrie verstärkt Häftlinge benötigt wurden.

### 1942: Fertigungsbaracken von Siemens & Halske
Die Versorgung des KZ konnte mit der Zunahme an Inhaftierten nicht Schritt halten. Auf eine Anordnung Himmlers hin war es ab Oktober erlaubt, Pakete zu erhalten. Ab 1942 wurde die Bekleidung um Pullover, Kleider und Jacken ergänzt. Da Ravensbrück zu diesem Zeitpunkt noch über keine eigene Gaskammer verfügte, wurden im April über 1.600 Frauen, davon etwa die Hälfte Jüdinnen, nach der Selektion in der NS-Tötungsanstalt Bernburg vergast. Nach der Zerstörung des tschechischen Dorfes Lidice durch deutsche Einsatzkommandos wurden im Juni 182 überlebende Frauen des Dorfes hierher deportiert. Einige von ihnen, die auch das KZ Ravensbrück überlebten, begründeten am 11. April 1958 mit der Anlage eines Rosengartens am Massengrab an der Lagermauer eine eigene Gedenktradition.
Am 20. Juli begann Himmlers Leibarzt Karl Gebhardt, der zwölf Kilometer entfernt seine Klinik Hohenlychen betrieb, in Ravensbrück Experimente an KZ-Häftlingen mit Sulfonamiden (Antibiotika). Das Nazi-Idol Reinhard Heydrich war unter seiner Aufsicht verstorben und Gebhardt war in große Bedrängnis geraten, da er von Hitlers Leibarzt Theo Morell dafür kritisiert wurde, dass Heydrich noch leben könne, wären andere Sulfonamide verabreicht worden. Gebhardt ließ in einer ersten Versuchsreihe 15 männlichen und 42 polnischen weiblichen Häftlingen Verletzungen zufügen, die Kriegsverletzungen simulieren sollten. Zur Auslösung von Infektionen ließ er in die Wunden Stoffe, Glassplitter, Lehm, Zellstoff oder Ähnliches einfügen. An den eiternden Wunden wurde die Wirkweise verschiedener Sulfonamide getestet.
Im Zuge des verstärkten Einsatzes von Lagerinsassen aller KZ in der Kriegswirtschaft und in der Rüstungsindustrie ließ die Firma Siemens & Halske ab Juni in unmittelbarer Nähe zum KZ Ravensbrück Fertigungsbaracken errichten. Es entstanden im Siemenslager Ravensbrück das Werner Werk für Fernsprechgeräte (WWFG), Radio (WWR) und Messgeräte (WWM). SS-Hauptscharführer Grabow leitete dieses Lager. Gearbeitet wurde in zwei Schichten außer am Wochenende, weil in dem Betrieb auch Zivilarbeiterinnen beschäftigt waren. Diese Zivilarbeiterinnen der Firma Siemens-Halske unterstanden dem Betriebsleiter und Ingenieur Grade als Angestellte.
Dem SS-Wirtschaftsverwaltungshauptamt (WVHA) fiel nun als der für die SS-Verwaltung der KZ und den Häftlingseinsatz zuständigen Stelle zu, sozusagen als Arbeitsamt für die Vermittlung von KZ-Häftlingen an die Rüstungskonzerne zu fungieren. Es sind Aufstellungen über die „Verwertbarkeit“ und Arbeitsfähigkeit dieser Gefangenen erhalten, worin eine Durchschnittsarbeitsfähigkeit dieser Häftlinge auf drei Monate festgelegt wurde; danach galten sie als entkräftet und wurden getötet. Um die Arbeitsfähigkeit der Häftlinge etwas zu steigern, wurde direkt neben vielen Betrieben ein KZ-Außenlager errichtet, um Arbeitsweg zu sparen.
Am 1. August begannen SS-Ärzte mit weiteren medizinischen Versuchen an gesunden Frauen. Nach der Anordnung des Reichssicherheitshauptamts in Berlin, das KZ Ravensbrück „judenfrei“ zu machen, wurden am 6. Oktober über 600 Frauen, fast ausnahmslos Jüdinnen, in das Vernichtungslager Auschwitz deportiert. Laut den Unterlagen des KZ ergeben sich keine Anhaltspunkte, dass Ravensbrück je den von Himmler gewünschten Zustand „judenfrei“ erfüllte, es erreichten weiterhin Transporte mit jüdischen Frauen das KZ. Im Dezember des gleichen Jahres war das Lager mit 10.800 Gefangenen aus ganz Europa belegt.
Am 3. September inspizierte Reichsarzt SS und Polizei Ernst-Robert Grawitz das KZ und ordnete an, den Häftlingen Schussverletzungen zuzufügen. Die bisher zugefügten Verletzungen bewertete er als „Mückenstiche“. Gebhardt begann nun mit einer neuen Versuchsreihe an 24 polnischen Häftlingen. Er ließ ihnen keine Schussverletzungen zufügen, sondern impfte zugefügte Wunden mit Gasbrand-Erregern. Drei Frauen starben an den Gasbrand-Infektionen. Insgesamt fünf Frauen starben an Gebhardts Sulfonamid-Versuchsreihen, viele wurden zu Invaliden. Die relativ niedrige Sterberate wurde auf die Wirksamkeit der Sulfonamide zurückgeführt.

### 1943: Rotarmistinnen in Ravensbrück
Ende Februar kamen auch gefangene Rotarmistinnen nach Ravensbrück. Wegen des verstärkten Einsatzes von KZ-Häftlingen in der Kriegswirtschaft wurden ab März Außenlager des KZ eingerichtet. Da die SS der großen Zahl der Toten nicht mehr Herr wurde, errichtete man im Herbst ein eigenes Krematorium für das KZ. Die Asche der Toten wurde zumindest teilweise in den benachbarten Schwedtsee geschüttet. Im Dezember waren im KZ und seinen Außenlagern etwa 15.100 Häftlinge registriert.

### 1944: Zeltaufbau im überfüllten KZ, über 70.000 Frauen für Zwangsarbeit in auswärtige Industriebetriebe

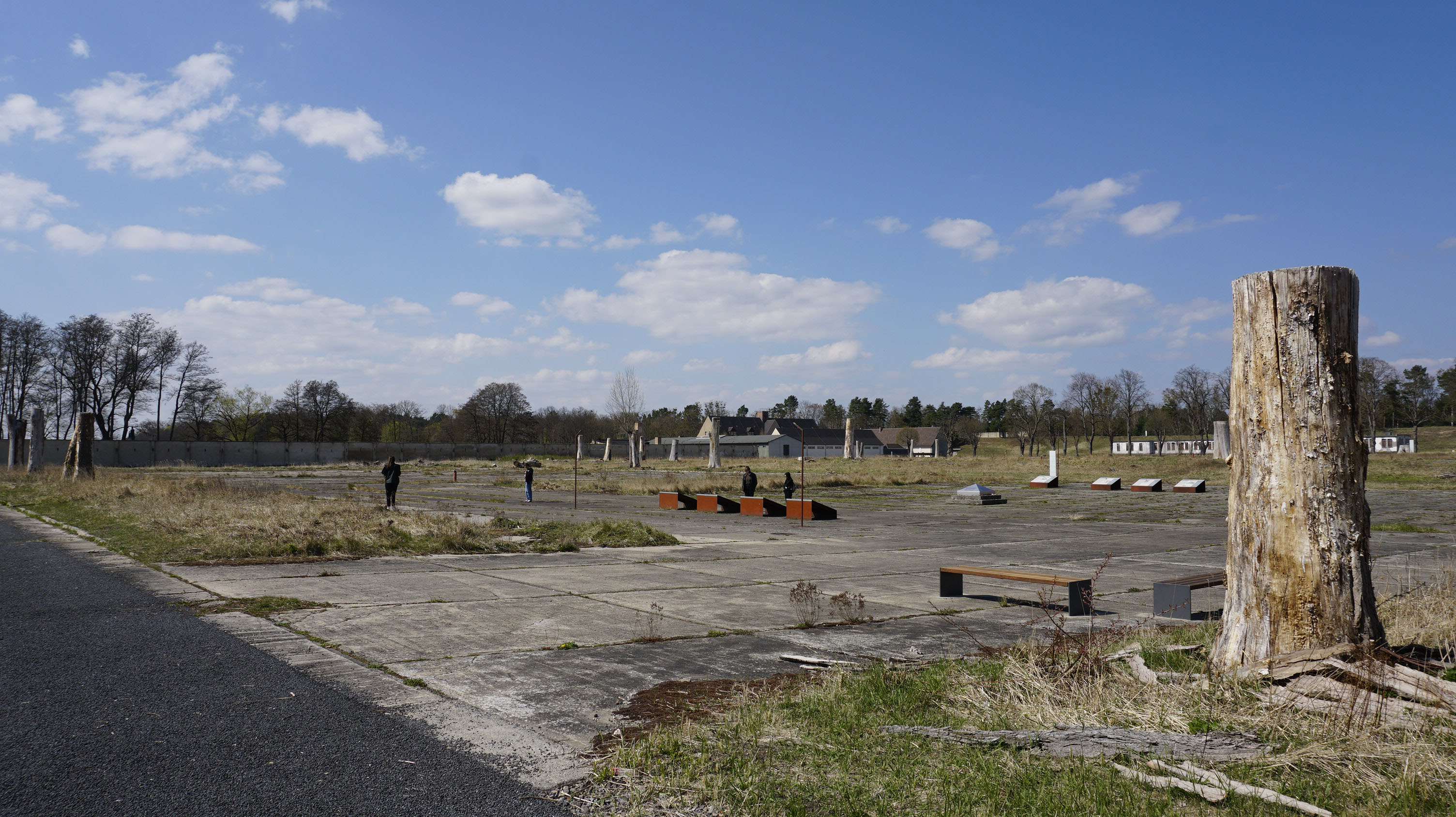
Standort des Zeltes in der Gedenkstätte Ravensbrück

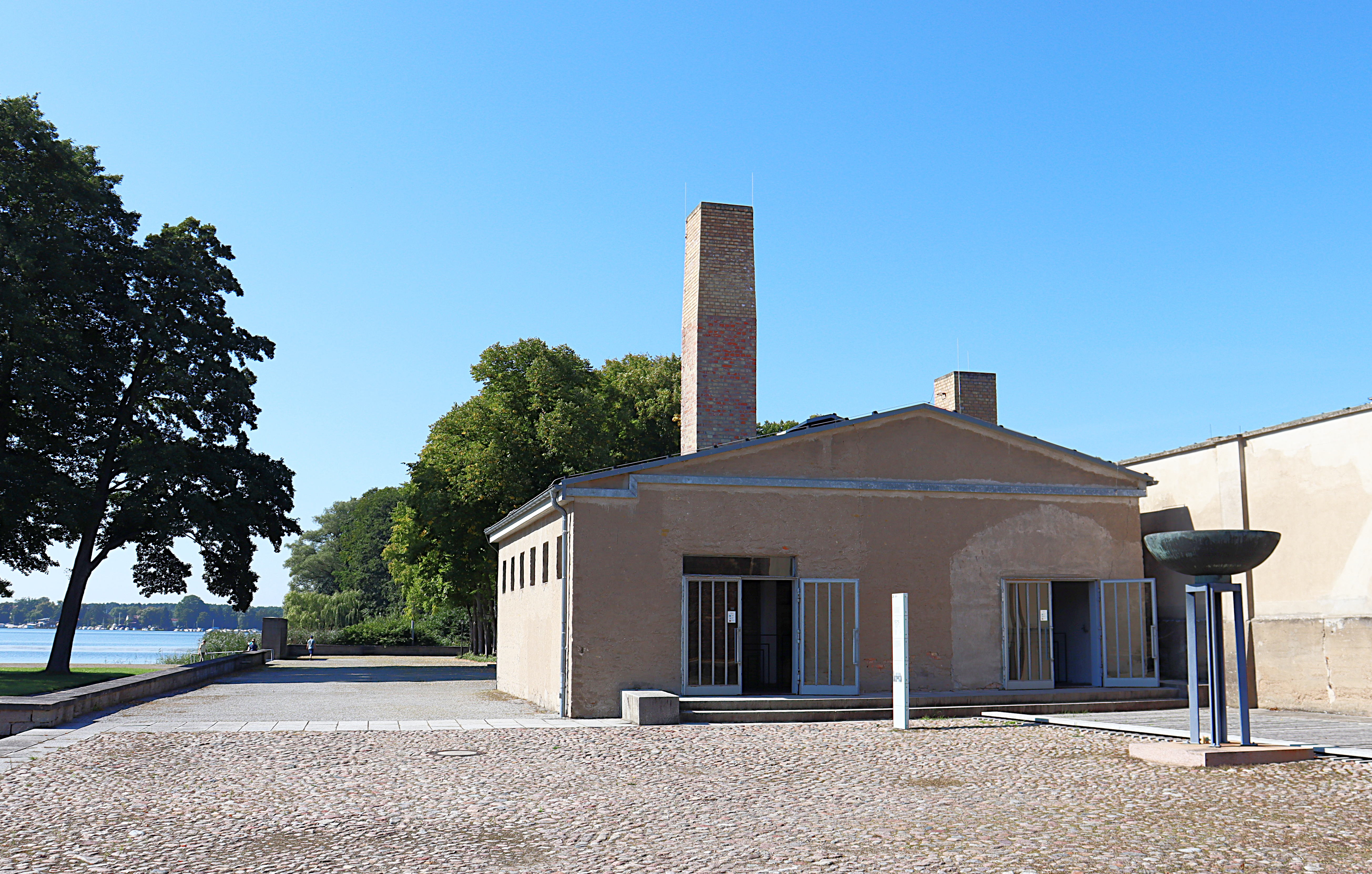
Das Krematorium

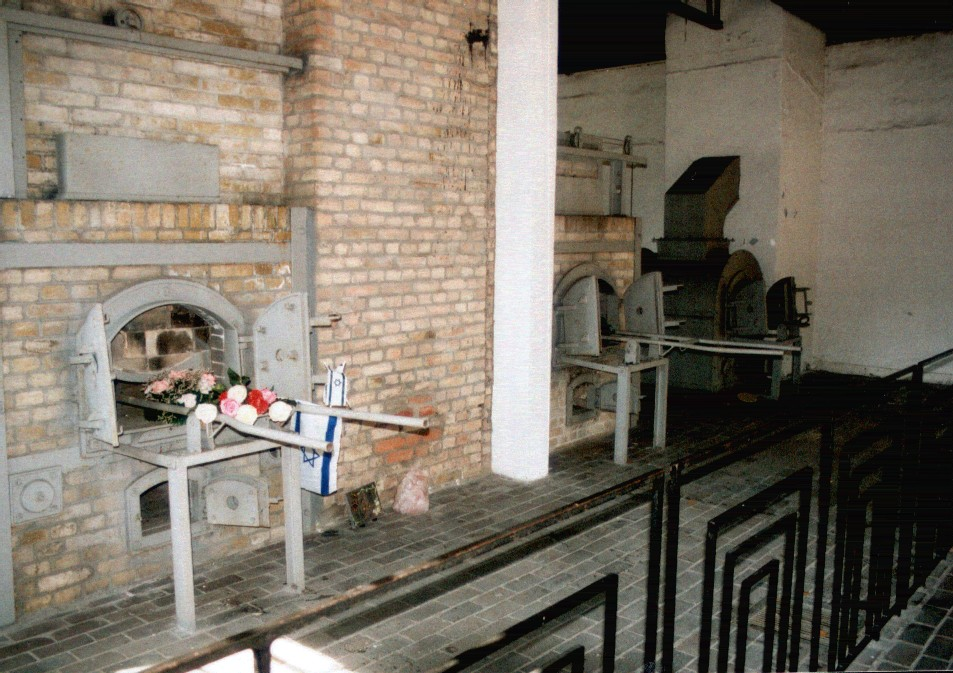
Verbrennungsöfen im Krematorium

Im Laufe des Jahres 1944 kamen noch tausende Gefangene aus evakuierten Haftstätten im besetzten Frankreich und den geräumten KZ aus dem Osten des Deutschen Reichs und den östlich von der Wehrmacht besetzten Gebieten, beispielsweise aus dem KZ Majdanek hinzu. Die Baracken waren derart überfüllt, dass die Kommandantur zur Unterbringung ab der zweiten Novemberhälfte befahl, ein Zelt aufzustellen, in das mehrere tausend Frauen „hineingepfercht“ wurden.
Das Zelt stand zwischen den Blöcken 24 und 26 und war schätzungsweise 50 Meter lang. Es lag trotz der Jahreszeit nur etwas Stroh auf dem Boden. Im Februar 1945 soll es mit dreistöckigen Betten versehen worden sein. Viele der darin untergebrachten Frauen und Kinder überlebten den Winter 1944/1945 nicht. Nach der Niederschlagung des Warschauer Aufstands verschlimmerte sich die Situation dramatisch, als im Oktober 12.000 polnische und jüdische Frauen und Kinder hierher deportiert wurden. Es wurden 1944 insgesamt 70.000 Ravensbrücker Häftlinge in andere Lager zur Zwangsarbeit überstellt, im Mai insgesamt 2.500 Frauen in die Rüstungsbetriebe Ernst Heinkel Flugzeugwerke AG Rostock – Zweigbetrieb Schwarzenpfost – und Siemens-Zwodau transportiert und über 10.000 Polinnen und Jüdinnen nach Auschwitz-Birkenau.
Am 11. Februar wurden Helmuth James Graf von Moltke, Albrecht Graf von Bernstorff und andere hierher verlegt, die einige Wochen zuvor im Zusammenhang mit der Entdeckung des oppositionellen Solf-Kreises von der Gestapo verhaftet worden waren. Moltke, der bis dahin als Schutzhäftling vergleichsweise gut behandelt worden war, wurde nach dem Attentat vom 20. Juli 1944 in verschärfte Einzelhaft genommen, bis er am 27. September in die Haftanstalt Tegel verlegt wurde, um seinen Prozess vor dem Volksgerichtshof zu erwarten. Beschuldigte, die im Zusammenhang mit dem Attentat vom 20. Juli 1944 verhaftet worden waren, denen aber keine unmittelbare Beteiligung nachgewiesen werden konnte, wurden wie Otto Schniewind, Hjalmar Schacht, Tilo von Wilmowsky und Peter Bielenberg vom Zellengefängnis Lehrter Straße nach hier verlegt. Weiterhin wurden im Rahmen der Aktion Gitter ab dem 22. August Regimekritiker, die vorsorglich auf schwarzen Listen erfasst worden waren, unter anderem auch hier eingeliefert, darunter die Freiburger Professoren Adolf Lampe, Constantin von Dietze und Gerhard Ritter.
Der Industriehof im KZ umfasste 1944 eine Verwaltung, mehrere Schneidereien, eine Weberei, Spinnerei, Rohrmattenflechterei, eine Schuhmacherwerkstatt, Hilfsbetriebe sowie eine Kürschnerei und wurde immer mehr erweitert. Im Oktober soll Lagerkommandant Suhren von Himmler den Befehl erhalten haben, es hätten „rückwirkend auf sechs Monate monatlich 2.000 Leute zu sterben“.
Weihnachten 1944 wurde mit der Erlaubnis des Lagerkommandanten von den Häftlingen eine Weihnachtsfeier für die etwa 400 Kinder durchgeführt. Diese Feier stellte eine der größten Solidaritätsaktionen der Inhaftierten im Lager dar.

### 1945: Belegung mit insgesamt 46.000 Frauen im KZ und den KZ-Außenlagern

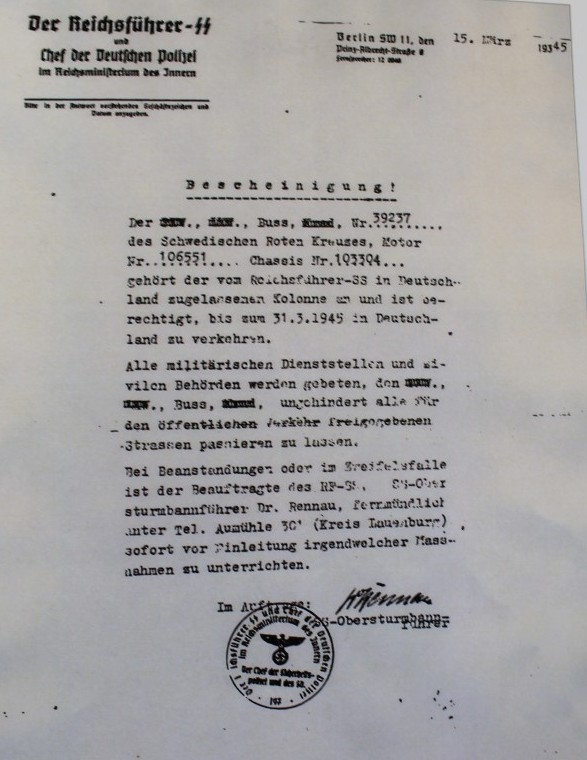
Himmlers Bestätigung für die Weißen Busse

Mitte Januar waren im KZ mit seinen Außenlagern fast 46.100 weibliche und über 7.800 männliche Häftlinge registriert. Es kann von einer Belegungsstärke mit 25.000 Frauen im Januar ausgegangen werden, auf einem Raum von insgesamt kaum einem halben Quadratkilometer, dessen Durchmesser also in fünf Minuten zurückzulegen war.
Anfang Februar erhöhte sich die Zahl um 11.000 Häftlinge aus anderen – geräumten – KZ und Außenlagern. Der letzte Transport aus Auschwitz bestand aus über 2.000 Frauen, die Ende Januar dort evakuiert wurden. Der Transport ging von Auschwitz ins KZ Groß-Rosen, von wo er wegen Überfüllung nach Ravensbrück und dann in das KZ Sachsenhausen geschickt wurde. Dort wurde der Transport nicht aufgenommen und so ging es bis 27. Januar zurück zur Aufnahme nach Ravensbrück.
Die Frauen und Kinder mussten bei strengstem Frost zu Fuß innerhalb von zwei Wochen die Strecke von etwa 300 km bewältigen.
In den letzten Kriegsmonaten expandierte die Häftlingsstärke derart, dass bis zu sechs Frauen in ein Bett gezwängt wurden.
Das Jugendkonzentrationslager Uckermark, in unmittelbarer Nähe zu Ravensbrück und ab Januar 1945 Sterbe- und Selektionslager für Frauen des KZ Ravensbrück, wurde ebenfalls geräumt. Schutzhaftlagerführer Johann Schwarzhuber gab später zu Protokoll, dass er zusammen mit Richard Trommer Ende Februar 1945 zum Lagerkommandanten Suhren gerufen worden sei. „Suhren teilte uns mit, dass er vom Reichsführer Himmler einen Befehl bekommen habe, dass alle Frauen, die krank oder marschunfähig seien, umgebracht werden sollten …“
Im Februar 1945 wurden in Ravensbrück ein Richtplatz sowie eine provisorische Gaskammer errichtet, in der bis Ende März 2300 bis 2400 Häftlinge getötet wurden.
Der seit November 1944 im KZ anwesende Rudolf Höß, der ehemalige Lagerkommandant des KZ Auschwitz, koordinierte die Massentötungen mit der Gaskammer.
Da sich die Front ab dem 27. April immer mehr näherte, wurde das Konzentrationslager von der SS geräumt und die Insassen auf einen Todesmarsch getrieben. Zurück blieben schwerkranke Häftlinge: 2.000 Frauen und 300 Männer sowie Häftlingspflegepersonal, insgesamt rund 3.000 Personen.
Am 30. April erreichten sowjetische Truppen Fürstenberg und befreiten die verbliebenen Insassen des KZ, wobei sie laut der britischen Journalistin und Schriftstellerin Sarah Helm auch Häftlinge vergewaltigten.
Die Häftlinge auf dem Todesmarsch wurden bis zum 3. Mai 1945 von sowjetischen Einheiten eingeholt und ebenfalls befreit. An den Folgen der KZ-Haft starben in folgenden Wochen und Monaten aber noch zahllose ehemalige Insassen.

#### Rettungsaktion der Weißen Busse
Im Februar 1945 erfolgten Verhandlungen zwischen Folke Bernadotte vom Schwedischen Roten Kreuz und Himmler, um skandinavische Gefangene aus dem KZ erst im Lager Neuengamme zu sammeln und vom schwedischen Personal betreuen zu lassen. Im März wurden 4.500 norwegische und dänische Gefangene nach Neuengamme transportiert und in einem Konvoi von 36 weißen Rote-Kreuz-Bussen nach Dänemark zur Quarantäne in das Internierungslager Frøslev verbracht und anschließend nach Schweden transportiert. Im April erfolge ein geheimes Treffen von Himmler und Norbert Masur und es wurde die Freilassung aller skandinavischen Frauen des Frauenlagers Ravensbrück erreicht. Bei dieser zweiten Rettungsaktion der Weißen Busse wurden ab dem 22. April aus Ravensbrück 7.500 Frauen in die Schweiz und nach Schweden evakuiert.

## Häftlinge

### Opferzahlen
Zwischen 1939 und 1945 wurden insgesamt etwa 120.000 Frauen und Kinder, 20.000 Männer und 1.200 weibliche Jugendliche aus über 30 Nationen und Volksgruppen im KZ Ravensbrück und dem Jugendkonzentrationslager und späteren Vernichtungslager Uckermark registriert (besonders betroffen: 15- bis 25-Jährige – engfolgend bis 40-Jährige).
Unter der Gesamtzahl befanden sich etwa 15.000 Jüdinnen und Juden und etwa 4.000 Sinti und Roma aus verschiedenen Ländern. Sie wurden von etwa 1.000 SS-Leuten und knapp 550 Aufseherinnen bewacht. Man geht davon aus, dass 28.000 Häftlinge in diesem KZ ums Leben gekommen sind. Das Gedenkbuch für die Opfer des Konzentrationslagers Ravensbrück 1939-1945. nennt 60 Jahre nach der Befreiung des Frauen-KZ die Namen von 13.161 Frauen, Männern und Kindern.
Mit der schnellen Annäherung der Roten Armee im Frühjahr 1945 entschied die SS, möglichst viele Gefangene zu töten, um Zeugen der Geschehnisse zu beseitigen. Bis zur Befreiung wurden Zehntausende ermordet. Eine grobe, methodisch sehr fragwürdige britische Schätzung von 1946 gab etwa 92.000 in Ravensbrück verstorbene, ermordete und vergaste Frauen an, was sich als überhöht erweisen sollte. Die Forschung gelangt auf verbesserter Quellengrundlage zu einer Einschätzung zwischen 25.000 und 40.000 Opfern; neue Veröffentlichungen aus dem Jahr 2008 nennen 28.000. In dieser Zahl sind die nicht dokumentierten Opfer der Todesmärsche nicht inbegriffen.
Überlebende des KZ Ravensbrück haben sich in nationalen Häftlingsvereinigungen zusammengeschlossen. Als Dachverband dieser Vereinigungen wurde das Internationale Ravensbrück-Komitee gegründet.

### Herkunft

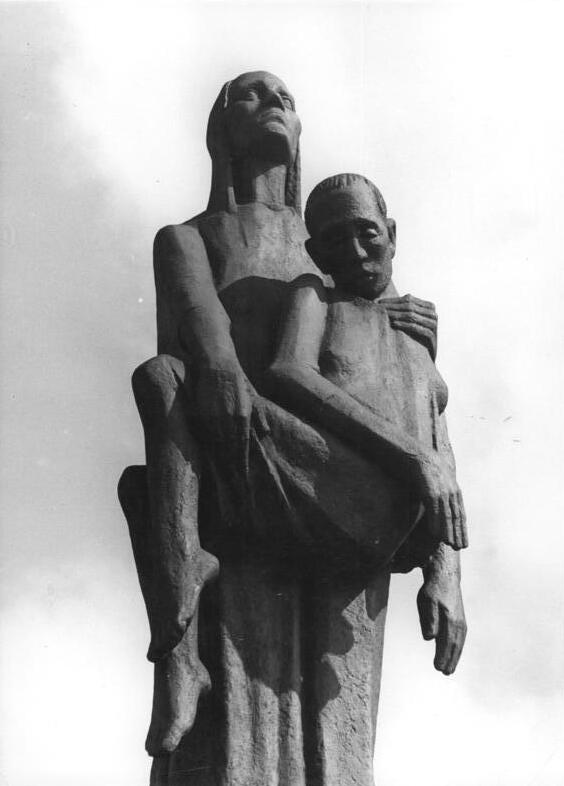
Skulptur Tragende von Will Lammert in der Mahn- und Gedenkstätte Ravensbrück, mit Olga Benario als Vorbild

Olga Benario wurde 1939 in das KZ Ravensbrück verlegt und dort von der Häftlingslagerleitung zur Blockältesten im Judenblock bestimmt. Sie wurde 1942 zusammen mit anderen jüdischen Häftlingen des KZ Ravensbrück im Rahmen der „Aktion 14f13“ in der NS-Tötungsanstalt Bernburg vergast. Die Skulptur Tragende von Will Lammert auf dem Gelände der Mahn- und Gedenkstätte Ravensbrück hat Olga Benario zum Vorbild.
Aus Lidice waren 195 Frauen untergebracht. Am 18. Januar 1945 kamen die nichtjüdischen Mitglieder des Mädchenorchesters von Auschwitz hierher.
Unter den Gefangenen im KZ waren auch vier weibliche Mitglieder des Special Operations Executive (SOE): Denise Bloch, Cecily Lefort, Lilian Rolfe und Violette Szabó sowie Niet Elise und die 25-jährige französische Prinzessin Anne de Bauffremont-Courtenay. Auch Corrie ten Boom, Gründerin einer holländischen Untergrundorganisation zur Rettung von Juden und Catherine Dior, Widerstandskämpferin in der Résistance und Schwester von Modeunternehmer Christian Dior, waren hier Häftling.
Nach dem gescheiterten Attentat vom 20. Juli 1944 auf Adolf Hitler wurde Johanna Tesch am 22. August 1944 im Rahmen der Aktion Gitter im Alter von 69 Jahren von den Nationalsozialisten verhaftet und am 18. September 1944 nach Ravensbrück gebracht, wo sie am 13. März 1945 an den Folgen der Haft (wahrscheinlich Unterernährung) starb. In Postkarten und Briefen, die von der SS zensiert worden waren, schrieb sie noch regelmäßig an ihre Familie, um diese zu beruhigen.
Am 11. April 1942 wurde Änne Meier als politischer Häftling in das Frauen-KZ verlegt. Nach der Befreiung des KZ am 28. April 1945 schlug sich Meier bis Mitte Juli in ihren Heimatort Baltersweiler durch. Ab Oktober arbeitete Meier wieder in ihrem ursprünglichen Beruf als Fürsorgerin (später Sozialarbeiterin genannt) im Landratsamt des Kreises St. Wendel. Die Erlebnisse während ihres KZ-Aufenthaltes führten bei den meisten Insassen zu posttraumatischen Belastungsstörungen, wohl auch bei Meier. So gründete sie gemeinsam mit ehemaligen Mithäftlingen die Lagergemeinschaft Ravensbrück, die versuchte, die Geschehnisse zu verarbeiten und sich gegenseitig Unterstützung zu gewähren.
Germaine Tillion schrieb als Häftling im KZ Ravensbrück die französische Operette Le Verfügbar aux Enfers. Das Werk wurde 2007 in Paris uraufgeführt.
Die Regisseurin Loretta Walz hat 25 Jahre lang Frauen aus West- und Osteuropa nicht nur nach ihren Erfahrungen in Ravensbrück, sondern auch nach ihrem ganzen Leben gefragt. Ihr Film Die Frauen von Ravensbrück wurde 2006 mit dem Adolf-Grimme-Preis ausgezeichnet.

### Situation der Häftlinge

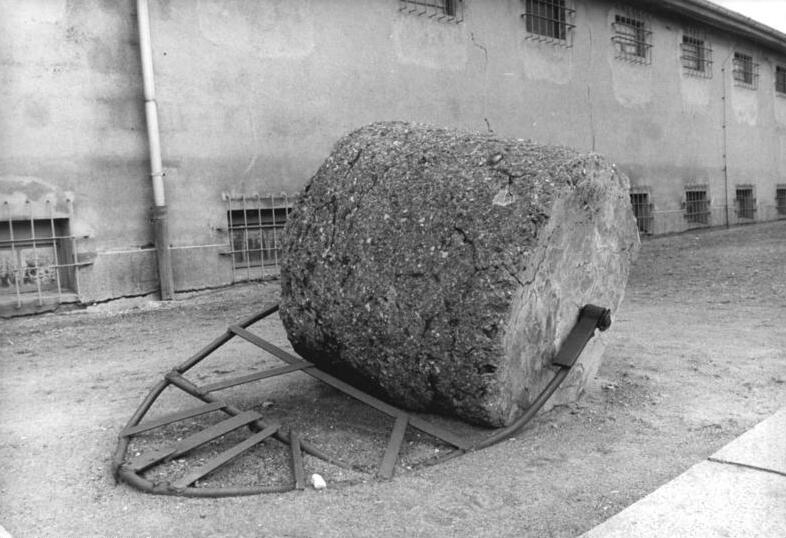
Nationale Mahn- und Gedenkstätte Ravensbrück: Die inhaftierten Frauen, die selbst das Lager aufgebaut haben, mussten die Steinwalze zur Bodenverdichtung über das Gelände ziehen. Die größte Walze war mannshoch.

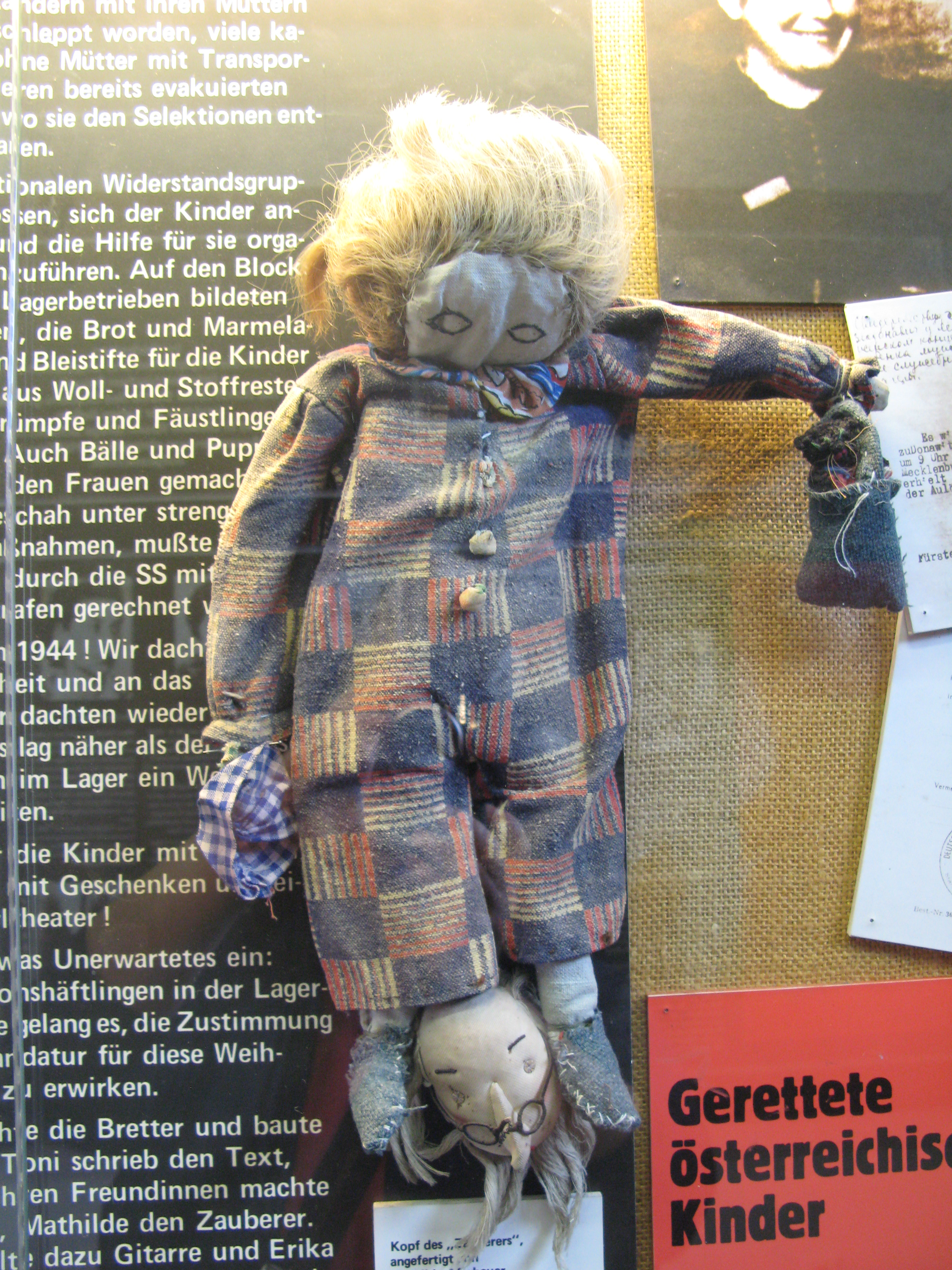
Authentische Puppe im KZ Ravensbrück, wie sie österreichische Frauen für ihre teils mitinhaftierten Kinder angefertigt hatten.

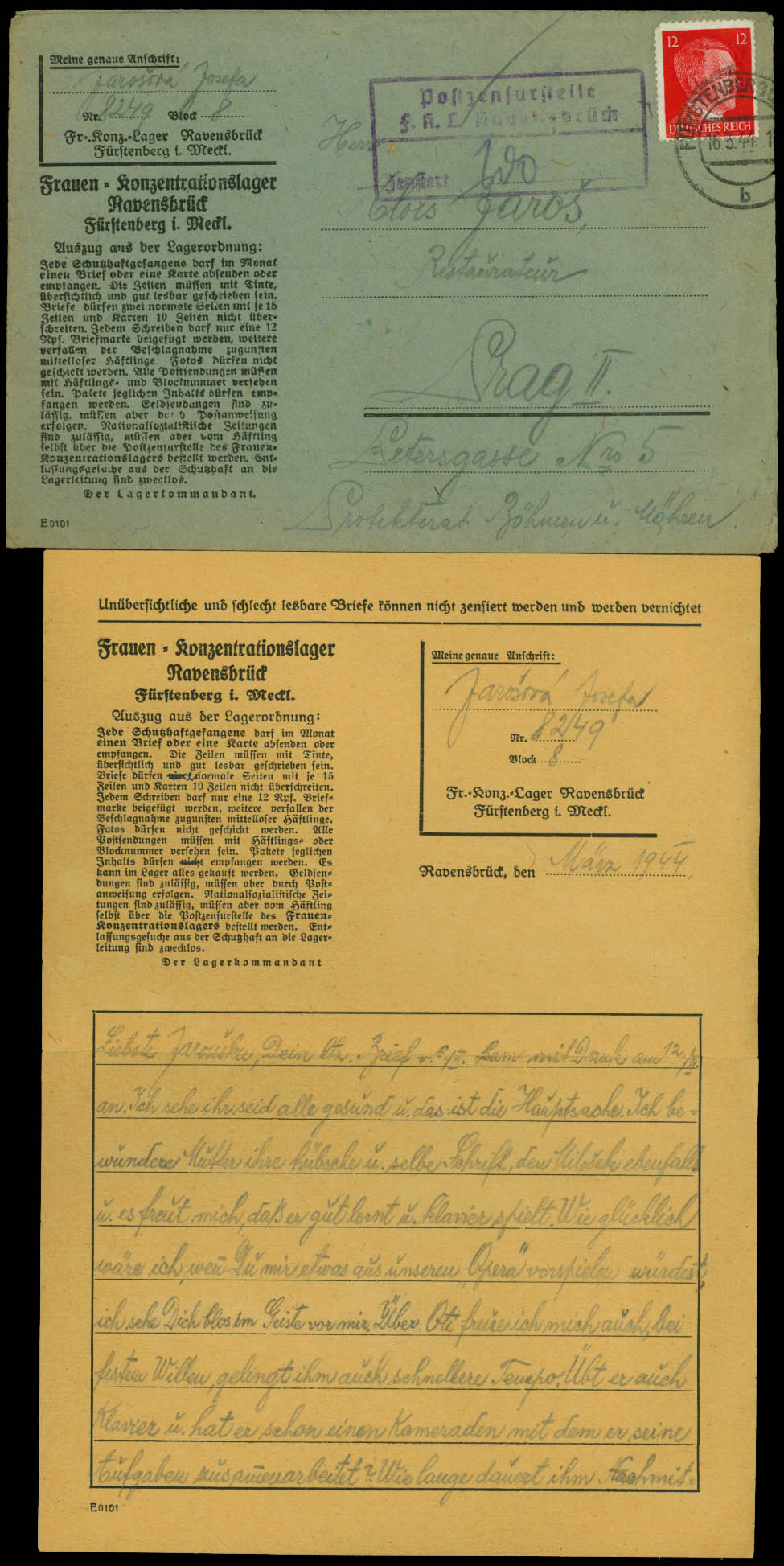
Häftlingspost März 1944, gemäß den KZ-Zensurbestimmungen

Wenn neue Gefangene im KZ Ravensbrück ankamen, erhielten sie jeweils eine Häftlingsnummer und eine Kennzeichnung durch ein auf der Kleidung zu tragendes farbiges Dreieck. Dessen Farbe bezeichnete eine Kategorie, ein Buchstabe innerhalb des Dreiecks die Nationalität. Kriminelle trugen grüne, Widerstandskämpferinnen und sowjetische Kriegsgefangene trugen rote Dreiecke, und Mitglieder der Bibelforscher bzw. Zeugen Jehovas wurden mit violetten gekennzeichnet. Mit schwarzen Dreiecken wurden als „asozial“ kategorisierte Häftling separat klassifiziert. Jüdische Frauen trugen statt eines Dreiecks den „Judenstern“.
Im Industriehof mussten die Häftlinge in bis zu zwölfstündigem Schichtbetrieb in der Schneiderei zunächst KZ-Häftlingskleidung herstellen, später wurden hauptsächlich Ausrüstungs- und Bedarfsgegenstände militärischer und ziviler Art vornehmlich aus Textilien und Leder gefertigt. Die Anzahl der dort eingesetzten Insassinnen stieg von 141 im Juli 1940 auf einen Höchststand von etwa 5.000 im September 1942 und sank danach wieder ab.
Diese Frauen wurden teilweise in die Arbeit mit Nähmaschinen und weiteren Apparaturen eingewiesen und waren daher nicht ohne weiteres austauschbar, trotzdem erhielten auch sie nur unzureichende Essensrationen und waren Misshandlungen und Schikanen ausgesetzt, insbesondere wenn sie das fast unmögliche Produktionssoll nicht erreichten. Die Texled war einer der wenigen eigenen Betriebe in der SS-Bilanz, die „profitabel“ arbeiteten.
Siemens errichtete in unmittelbarer Nähe zum KZ eigene Werkshallen, in denen die Insassinnen Präzisionsteile, wie fein gewickelte Spulen, herstellen mussten. Ende 1944 verlagerte der Konzern die gesamte Produktion von Militär-Fernsprechern in dieses sogenannte „Siemenslager“, in dem bis zu 2.400 Frauen arbeiteten. Die Bedingungen hier waren so schlecht, dass sich im Mai 1945 dutzende Leichen vor den Baracken dieses Lagerteils stapelten.
Ab 1942 wurden in zehn Männer-KZ Lagerbordelle eröffnet, in die auch Frauen von Ravensbrück versetzt wurden. Die Lagerbordelle dienten als „Belohnungssystem“ und Leistungsanreiz für gefügige Funktionshäftlinge dieser KZ. Mehrere hundert Frauen wurden dazu gezwungen; die meisten von ihnen stammten aus Deutschland, einige aus Polen, mindestens sechs aus der Sowjetunion. Viele meldeten sich freiwillig – sie hofften wohl, bessere Chancen auf eine Entlassung zu bekommen. Diese gab es aber nicht. Einzig der Hunger war in den „Sonderbauten“ genannten Bordellen weniger. Die Frauen wurden häufig mit dem Stempelvermerk „abgenützt“ ins Lager zurückgeschickt, um dort ermordet zu werden.
Maria W. – sie hatte bereits vier Jahre Zwangsarbeit hier hinter sich, als auf dem Appellplatz der Lagerarzt und der SS-Kommandant aus Buchenwald Frauen aussuchten – berichtet später: „Die schritten unsere Reihe ab, guckten alle einzeln an. Die und die und die Nummer vortreten. Und da hörte ich, wie Gerhard Schiedlausky, der SS-Arzt, sagte: ‚Das Gerippe da wollen Sie auch mitnehmen?‘ Das war ich! Und da hörte ich, wie dieser Kommandant sagte, ‚die ist gut gebaut, die füttern wir uns wieder zurecht‘.“
Als 1943 die Zahl der Häftlinge im KZ rapide anstieg und die SS wegen der Überfüllung im Spätsommer 1944 zwischen den Baracken ein etwa 50 Meter großes Zelt als provisorische Unterbringung aufstellte – vor allem für die in großer Zahl ankommenden Frauen aus Auschwitz, Warschau und Ungarn – mussten bis zu 4.000 Häftlinge im Zelt leben. Dies verursachte zusätzlich jeden Tag den Tod Dutzender Frauen. Kató Gyulai, als junge Ungarin jüdischer Herkunft nach Ravensbrück getrieben, erinnert sich:
„Das Zelt hatte einen Ziegelfußboden. Auf dem standen oder kauerten wir, von Hinsetzen oder Liegen konnte keine Rede sein. Nachts saßen wir buchstäblich auf den Köpfen oder Rücken anderer.“
Es kam bei den Insassen zur totalen Auszehrung, zum Muskelschwund, zu psychischen Veränderungen wie Gleichgültigkeit, Apathie und Schläfrigkeit. Die körperlichen Reaktionen und Aktivitäten wurden langsamer und dann vom Wachpersonal oft als passiver Widerstand interpretiert und geahndet.
Hier im größten Frauen-KZ des Reiches zeigte sich, dass Frauen sich anders als Männer verhalten, auch und gerade unter extremen Bedingungen, wie dem mörderischen Überlebenskampf in NS-Haftstätten. „Oberaufseherinnen“ mussten die männlichen „Schutzhaftlagerführer“ sogar „in weiblichen Fragen“ beraten. Die Ärztin und ehemalige Insassin Heidi Hautval berichtet, dass Häftlinge ihre Lippen schminkten, um den häufigen Selektionen zu entgehen, bei denen im KZ Ravensbrück regelmäßig nicht mehr arbeitsfähige „ausgesondert“ wurden. Schon allzu blass auszusehen konnte den Tod bedeuten.
Die Erschießungen der Frauen fanden außerhalb des KZ in den angrenzenden Waldgebieten statt. Ab 1942 wurde ausschließlich der sogenannte Erschießungsgang genutzt.
Bei den Erschießungen waren auch ein Arzt und ein Zahnarzt anwesend. Nachdem der Arzt, meist war es Percival Treite, den Tod der Opfer festgestellt hatte, brach der Zahnarzt dem Opfer die Goldzähne heraus. Selbst die Leichen wurden bis aufs Letzte ausgebeutet. Ihre Asche diente als Dünger für die Felder, aus den Knochen wurde Seife hergestellt und vieles andere.
Die Besonderheiten in diesem Frauen-KZ lagen in der Häftlingsgesellschaftstruktur. Hier entstanden regelrechte „Lagerfamilien“: Ältere Frauen nahmen sich Jüngerer an und halfen aufgrund nationaler oder politisch ähnlicher Orientierung Anderen. Frauen innerhalb solcher Lagerfamilien versuchten, sich gegenseitig Geschenke zu machen, waren diese auch noch so klein. Sowjetische Frauen schnitzten aus einem Kirschkern einer tschechischen Mitgefangenen im März 1944 ein winziges Körbchen.
Einige der gefangenen Frauen begannen ihre Gefühle und Gedanken in Gedichten und Gebeten auszudrücken. Gegenseitig erzählte man sich ganze Romane, schilderte einst unternommene Reisen; imaginäres Kochen und das Austauschen von Rezepten war eine groteske wie beliebte Realität. Die Kölner Jüdin Eva Hesse sammelte über 100 Kochrezepte auf geschmuggelten Papieren, die 1988 von der Publizistin Dagmar Schroeder-Hildebrand in dem Buch „Ich sterbe vor Hunger!“ Kochrezepte aus dem Konzentrationslager Ravensbrück herausgegeben wurden.
Anderen gelang es, mit heimlich organisierten Materialien zu zeichnen. Es entstanden illegale Chöre. Professor-, Künstler- und Lehrerinnen hielten heimlich Vorlesungen ab. Vor allem die Polinnen begannen im Verborgenen mit dem Unterricht der Jüngeren, in Klassen mit drei, vier oder fünf Kindern, die – ungeachtet der Frage, ob sie jemals wieder heimkehren würden – während des Appells oder am Abend auf Baracken-Pritschen auf einen Schulabschluss vorbereitet wurden.
Die Leiterin der KZ-Gedenkstätte, Insa Eschebach, betont, dass die Berichte von Überlebenden sich stark unterscheiden, da sich der Charakter des KZ von 1939 bis 1945 veränderte. Die Jüdin Rosi Forsberg, die Ende 1944 im Alter von 16 Jahren hierher kam und zwangssterilisiert wurde, schrieb: „Ich habe keine Freundschaft oder Solidarität erlebt.“
Obwohl die Deportation schwangerer Frauen verboten war, gab es zahlreiche Geburten, manchmal wurden die Frauen zur Entbindung in ein nahe gelegenes Krankenhaus gebracht. Nach Häftlingsberichten fanden die ersten Entbindungen in Ravensbrück bereits 1942 statt. Zwischen September 1944 und April 1945 wurden laut Geburtenbuch 560 Kinder im KZ Ravensbrück geboren, von denen nur wenige überlebten.
Die Kinder, vor allem die jüngsten, hatten hier überhaupt keine Überlebenschance, wenn sie nicht eine sogenannte „Lagermutter“ fanden, die sich ihrer annahm. Die Lagerkommandantur trennte die Kinder häufig von den leiblichen Eltern durch Transporte, Außenkommandos oder Vergasungen. Die Kinder starben dann meist schnell eines „natürlichen“ Todes.
Alle Insassen, einschließlich der kleinen Kinder, mussten schwere Arbeit verrichten, die unter solchen Bedingungen zu körperlicher Auszehrung und oftmals zum Tode führte.

„Was mich hier am allermeisten erschreckt, das sind die grauenerregenden Geräusche, die man hört: das Schreien der Geschlagenen, das Geräusch der schwingenden Riemen, das Kreischen und heisere Schreien und Schnauzen der bösen Menschen. Alles das macht Ravensbrück zur Hölle.“

### Postbestimmungen
Die Postbestimmungen änderten sich häufig und wurden von der Willkür der SS geprägt. Deshalb gab es von Zeit zu Zeit unterschiedliche Karten- und Briefvordrucke, auf denen zusätzlich nach Belieben der Text geändert werden konnte.

„Jede Schutzhaftgefangene darf im Monat einen Brief oder eine Karte absenden oder empfangen.
Die Zeilen müssen mit Tinte, übersichtlich und gut lesbar geschrieben sein. Briefe dürfen vier normale Seiten mit je 15 Zeilen und Karten 10 Zeilen nicht überschreiten. Jedem Schreiben darf nur eine 12 Rpf. Briefmarke beigefügt werden, weitere verfallen der Beschlagnahme zugunsten mittelloser Häftlinge. Fotos dürfen nicht geschickt werden. Alle Postsendungen müssen mit Häftlings- und Blocknummer versehen sein. Pakete jeglichen Inhalts dürfen nicht empfangen werden. Es kann im Lager alles gekauft werden. Geldsendungen sind zulässig, müssen aber durch Postanweisung erfolgen. Nationalsozialistische Zeitungen sind zulässig, müssen aber vom Häftling selbst über die Postzensurstelle des Frauen-Konzentrationslagers bestellt werden.
Entlassungsgesuche aus der Schutzhaft an die Lagerleitung sind zwecklos.“

## Personal

### Zusammensetzung

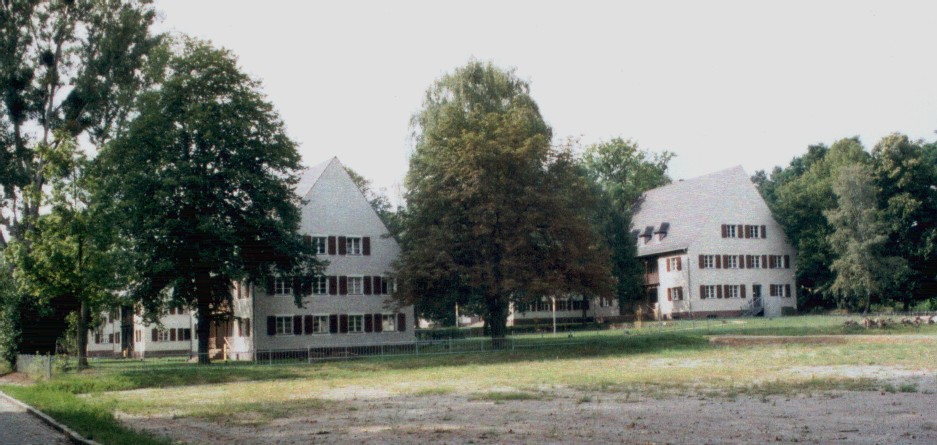
Ehemalige Wohnsiedlung der SS-Wachmannschaft vor dem Lager (2005)

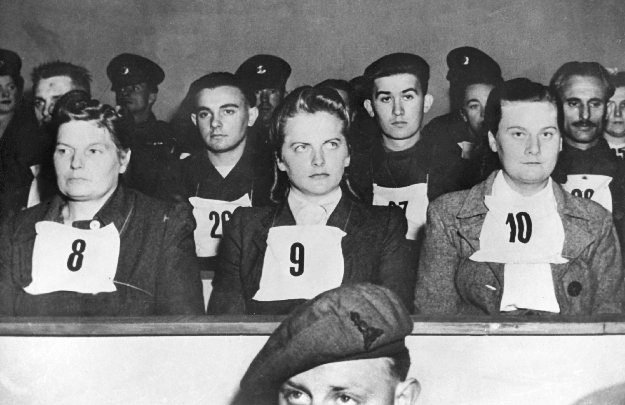
8: Hertha Ehlert, 9: Irma Grese, 10: Ilse Lothe, Bergen-Belsen-Prozess (1945)

Das KZ leiteten als Lagerkommandant:
- SS-Standartenführer Günther Tamaschke: 1. Dezember 1938 – 30. August 1939
- SS-Hauptsturmführer Max Koegel: 1. Januar 1940 – August 1942
- SS-Hauptsturmführer Fritz Suhren: August 1942 – April 1945[57]

Das Männerlager unterstand SS-Hauptsturmführer Johann Schwarzhuber. Die Kommandanten führten den Titel „Lagerdirektor“. Im Januar 1945 übernahm Albert Sauer den Posten als Vertreter des Lagerkommandanten Suhren.
In Ravensbrück wurde viel weibliches Personal als Wärterinnen oder Aufseherinnen eingesetzt oder dafür ausgebildet. Zwischen 1939 und 1945 wurden mehr als 3.500 Aufseherinnen im KZ ausgebildet. Frauen aus allen Bevölkerungsschichten, viele waren gerade über 20 Jahre alt. Sie wurden dienstverpflichtet oder waren Freiwillige.
Oberaufseherinnen waren nacheinander:
- Johanna Langefeld: ab 1. März 1939
- Emma Zimmer: ab 23. März 1942
- Maria Mandl: ab 23. April 1942
- Johanna Langefeld: erneut ab Oktober 1942
- Dorothea Binz: ab Juli 1943 (kommissarisch)
- Anna Klein-Plaubel: ab Dezember 1943
- Luise Brunner: ab Dezember 1944

Stellvertretende Oberaufseherinnen waren nacheinander:
- Emma Zimmer: ab 1. Januar 1941
- Else Ehrich: ab 5. Oktober 1942
- Margarete Gallinat: ab 19. Januar 1943
- Hildegard Knop: ab 17. Mai 1943
- Dorothea Binz: ab 3. Juli 1943
- Else Krippner: ab 10. Januar 1945

Zum Personenkreis der Aufseherinnen zählten unter anderem: Erika Bergmann (Koch), Grete Boesel, Hermine Braunsteiner-Ryan, Hertha Ehlert, Irma Grese, Christine Holthöwer, Christel Jankowsky, Elfriede Mohneke, Ruth Neudeck, Margarete Rabe, Ida Schreiter, Ilse Vettermann, Erna Wallisch.
Für die Selektionen und medizinischen Experimente gab es eine Reihe von SS-Ärzten und die Ärztin Herta Oberheuser, unter der Leitung der beiden Standortärzte, SS-Untersturmführer/Hauptsturmführer Walter Sonntag (2. Mai 1940 bis Dezember 1941 oder nach anderen Quellen Juli 1941/Februar 1942) und SS-Hauptsturmführer Gerhard Schiedlausky. Ihnen waren folgende Lagerärzte und Sanitätspersonal unterstellt: Gerda Ganzer, Martha Haake, Martin Hellinger, Liesbeth Krzok, Elisabeth Marschall, Benno Orendi, Rolf Rosenthal, Walter Sonntag, Percy Treite, Richard Trommer, Gerda Weyand und Adolf Winkelmann.

### Taten des Personals
Die SS-Gehilfinnen nahmen ihre Arbeit genau. Morgens ließen sie die Häftlinge auf dem Lagergelände antreten. „Beim Zählappell“, berichtet eine ehemalige Inhaftierte, „sind die Frauen in die Arbeitskolonnen eingeteilt worden. Und wenn sie dann zwei Stunden beim Zählappell standen in der Kälte, sind sie vor Schwäche umgefallen. Dann haben die Aufseherinnen die Hunde auf sie gehetzt. Und wenn die Frauen müde waren, wurden sie mit Stöcken geschlagen.“
Eine Inhaftierte erinnert sich: „Jedes Kommando hat eine Aufseherin gehabt. Die Irma Grese hab ich im Kräuter-Kommando kennengelernt. Da haben wir Brennnesseln gepflückt, und die Hände haben geblutet. Denn wir haben keine Handschuhe bekommen. Sie hat uns so hohe Körbe gegeben und mit ihrem Stiefel in den Korb hinein getreten. Für Körbe, die nicht voll waren, gab es Ohrfeigen links und rechts. Die Irma Grese war bildhübsch. Und sie war außergewöhnlich schlecht.“
Es herrschte eine komplexe Lagerordnung, gegen die die Häftlinge zwangsläufig verstoßen mussten. So konnten verdreckte Schuhe oder Hosen als Verstoß gelten. Solche geringfügigen „Vergehen“ – manchmal auch lediglich die Laune einer Aufseherin – konnten drakonische Strafen zur Folge haben: Prügelstrafe, also 25 oder 50 Peitschenhiebe auf das nackte Gesäß, Bunkerhaft, also Einsitzen im Lagergefängnis, zusätzlich verbunden mit Nahrungsentzug oder Dunkelhaft, sowie die Versetzung in den Strafblock, eine Art Strafkompanie innerhalb des Lagersystems, gehörten dazu.
Bereits mit der Lageraufnahme begann ein System der systematischen Erniedrigung. Das SS-Personal handelte gemäß dem System, das sie vertraten, in militärischer Präzision und Disziplin gepaart mit Willkür und Gewalt. Ihr Verhalten diente der Einschüchterung: Beleidigungen, Schreie und Flüche, Tritte und Schläge gehörten dazu. Die äußere Entstellung der Häftlinge durch die Rasur der Kopf- und Schamhaare sowie die Häftlingsuniformen waren ein nächster Schritt, um die Frauen ihrer sozialen und kulturellen Identität zu berauben. Gleichzeitig wurde mit dieser Prozedur eine Entweiblichung und Entmenschlichung angestrebt. Farbige Zeichen und Buchstaben auf dieser Kleidung, stets durch das Rassenkriterium dominiert, entschieden darüber, wie viel eine Gefangene „wert“ war. Ganz oben im „Wert“ standen die deutschsprachigen „Politischen“ und „Kriminellen“, in der Mitte die der so genannten slawischen Rasse Zugehörigen, weiter unten, hinter den „Asozialen“, die Jüdinnen sowie Sinti- und Roma-Frauen. Es gab Personalakten, auf denen bei den Rubriken „Ursache der Verhaftung“, „Einweisende Behörde“ nur zwei Fragezeichen eingetragen waren und die belegen, dass die Willkür nicht erst hier für die Gefangenen begann.
Neben willkürlichen Strafen und Gewalt war das Appellstehen eine maßgebliche Foltermethode. Mehrmals täglich mussten die Frauen dazu antreten. Sie mussten bei Wind und Wetter im Freien stehen, ohne sich zu bewegen und zu reden, wurden dabei gezählt und von dort in Arbeitskommandos eingeteilt. Stundenlanges Appellstehen mit Nahrungsentzug setzte die SS auch als Kollektivstrafe ein.
Ehemalige Häftlinge wie Irmgard Konrad zu der Frage, warum die Wachfrauen so grausam waren: „Sehen sie, ich habe zum Beispiel beobachtet, junge Aufseher, sie sahen gut aus, sie sahen nett aus, sie hatten gute Gesichter, sie waren gut angezogen und man spürte, sie kommen bestimmt aus einer gutbürgerlichen Familie. Und doch haben sie uns Häftlinge mit einer Grausamkeit behandelt, die man absolut nicht schildern kann. Es machte ihnen einfach Freude, es machte ihnen Spaß, Menschen zu töten, Menschen zu quälen. Wie konnten Menschen so werden?“
Nur ein Teil des KZ-Personals musste sich vor Gericht verantworten. „Was hätten wir denn tun sollen?“, fragten viele der einstigen Aufseherinnen, dort zu ihrer Schuld befragt, zurück. Kündigungsschreiben von ehemaligen Aufsehern belegen jedoch, dass es möglich war, sich dem Dienst im Konzentrationslager zu entziehen.

### Medizinische Experimente

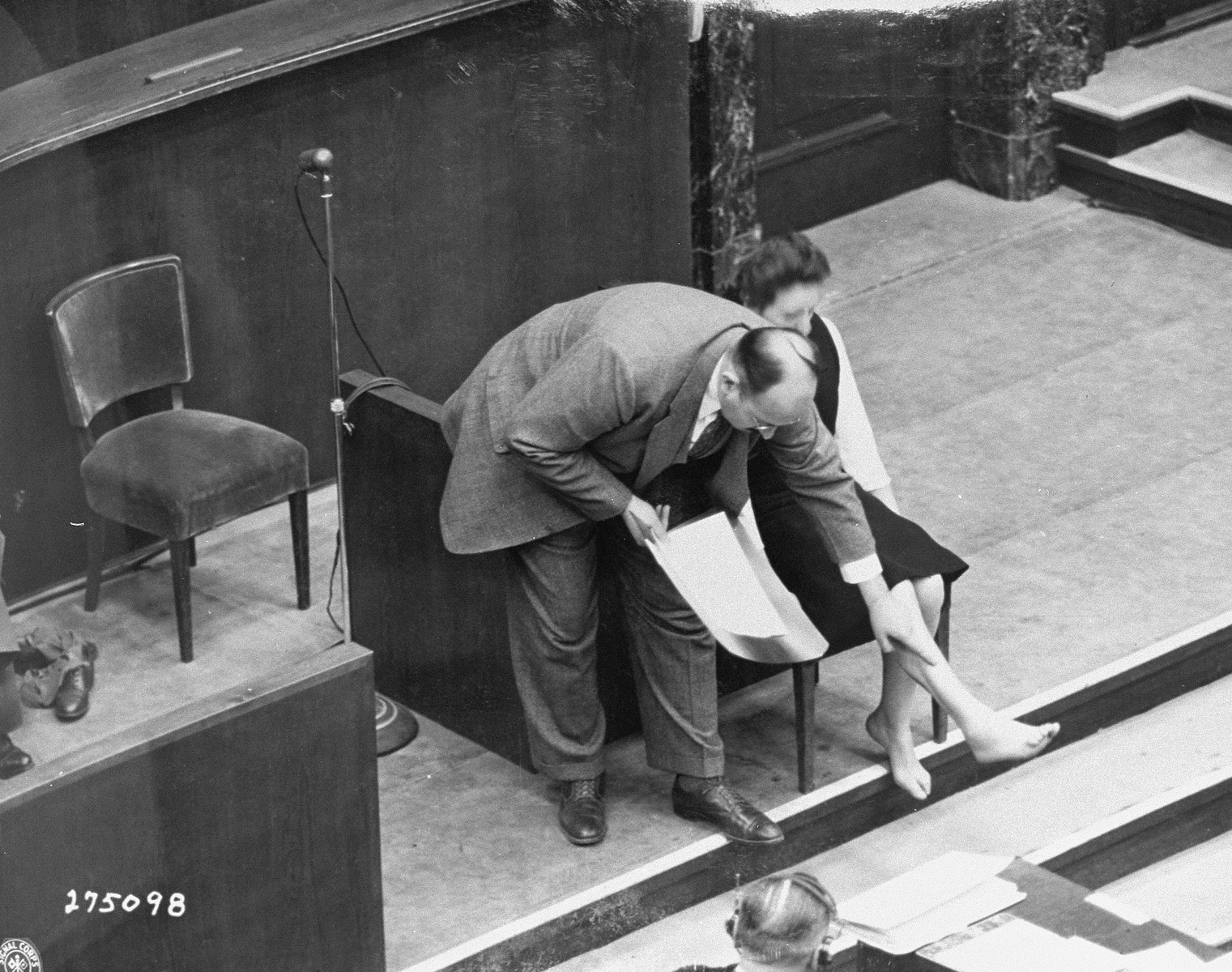
Leo Alexander erläutert am 20. Dezember 1946 während des Nürnberger Ärzteprozesses an Maria Broel Plater, die Häftling in Ravensbrück war, einige Experimente

Medizinische Experimente im KZ Ravensbrück dienten meist der Erforschung der Vitalfunktionen unter Extremzuständen, oft mit Blick auf eine militärische Nutzung zur Behandlung von Erfrierungen oder Verletzungen an Soldaten nach Kampfhandlungen. Die entsprechenden Verletzungen wurden den KZ-Testpersonen zugefügt und man erstellte Statistiken und experimentierte mit Heilmitteln. Nach Vorläufer-Experimenten im KZ Sachsenhausen wurden nun hier unter anderem Versuche mit Sulfonamiden unternommen, auf die man als Antibiotika große Hoffnungen bei der Behandlung Verwundeter setzte. Den Opfern der Versuche wurden Bakterien, Fäulniserreger, Holzsplitter und Glas in eigens hierfür zugefügte Wunden eingebracht, womit man Verletzungen durch Bombensplitter imitierte. Der Wundverlauf und die Wirkung der getesteten Medikamente wurden dokumentiert und analysiert. Viele Opfer verstarben noch während der Experimente, andere Jahre später an den Folgeerscheinungen.
Bei all diesen Operationen war als verantwortlicher Arzt in Ravensbrück Karl Gebhardt genannt worden, seine Assistenten waren Fritz Fischer und Ludwig Stumpfegger. Da diese die Versuchsbedingungen nervlich mit der Zeit nicht mehr aushielten, übernahm die Ärztin Herta Oberheuser immer mehr Funktionen ihrer Kollegen, wodurch sie die Durchführung der Versuche sicherstellte.
Zu ihren Aufgaben gehörte es, die weiblichen Häftlinge für die Experimente auszuwählen und die „Nachversorgung“ zu gewährleisten, die zumeist aus einer gezielten Nichtversorgung oder auch gezielten Verschlechterung des Heilungsverlaufs bestand, um ein Höchstmaß an Infektion zu erreichen.
Oberheuser wählte in erster Linie junge Polinnen aus, die aus politischen Gründen im KZ inhaftiert waren. Nach der erfolgten Behandlung wurden zahlreiche Frauen von ihr durch Injektionen ermordet, was sie im Nachhinein als humanitären Akt darzustellen versuchte. Anders als ihre Kollegen, die ebenfalls Patientinnen gezielt durch Spritzen töteten, wählte Oberheuser Benzininjektionen, deren Wirkung erst nach drei bis fünf Minuten und bei vollem Bewusstsein der Versuchsopfer einsetzte.
Aussagen Oberheusers zeigen deutlich ihre Einstellung gegenüber den Patientinnen, die sie als Kaninchen und nicht als Menschen wahrnahm.
Ferner sagte der Lagerarzt Rolf Rosenthal aus, dass er vielleicht bei der Auswahl von so wörtlich „Versuchskaninchen“ beteiligt gewesen sei, ohne zu wissen, worum es sich gehandelt habe. Er gab aber zu, im Sommer 1942 an einigen experimentellen Operationen als Assistent teilgenommen zu haben.
Oberheuser war nicht nur an medizinischen Experimenten, sondern auch an Zwangsabtreibungen und weiteren medizinischen Eingriffen beteiligt. Den Ärzten ging es bei den Zwangsabtreibungen nicht um die Tötung, sondern um die Möglichkeit, bei den Eingriffen ärztliche Routine zu entwickeln.
Die Regel bei fortgeschrittener Schwangerschaft war es aber, die Frauen gebären zu lassen. Die meisten der Neugeborenen wurden dann direkt danach ermordet, dafür war die Häftlingskrankenschwester Gerda Quernheim bekannt.
Zwangsabtreibungen wurden selbst an Frauen, die bereits im siebten oder achten Monat schwanger waren, vorgenommen. Gerhard Schiedlausky bestätigte dies, allerdings habe er nur auf Befehl gehandelt. Oberheuser und Rosenthal hätten ihm zunächst hierbei assistiert, später aber die Eingriffe selbständig durchgeführt. Auch fanden Sterilisationsexperimente im KZ statt. So sollte eine schnellere Methode zur Massensterilisation entwickelt werden. Bei diesen Versuchen war eine hohe Sterblichkeitsrate zu verzeichnen. Neben der Abtreibung durch ärztlichen Eingriff kam es auch zum Abort durch Schläge und zur Tötung von Neugeborenen. Himmler ordnete Versuche für eine Massensterilisierung bzw. -kastration an, um sogenanntes fortpflanzungsunwürdiges und -unerwünschtes Leben für immer zu kontrollieren bzw. zu verhindern. Ziel war es, Menschen heimlich, und damit auch gegen ihren Willen, zu sterilisieren, um so zu bestimmen, welche Frauen Kinder gebären konnten und welche Männer sie zeugen durften.
Zeuginnen berichten von Experimenten zu der nach dem KZ-Arzt Carl Clauberg benannten Clauberg-Methode im September 1943.
Im Winter 1944/45 begannen in Ravensbrück die Sterilisationen nach dieser Methode im größeren Stil an „Zigeunerinnen“. Im Ravensbrück-Prozess sagte eine Lagerinsassin aus: „...120 bis 140 Kinder sind vom 4. bis 7. Januar 1945 behandelt worden. Ergebnis: vier Todesfälle, teils durch Bauchfellentzündung als Folge der (zu starken) Eileiterauffüllung, teils infolge des schlechten Allgemeinzustandes. Die Kinder wurden ohne weitere Nachbehandlung liegen gelassen.“
In einem Dokument im Museum zum KZ Ravensbrück befindet sich die Zeugenaussage, dass vom 4. bis 7. Januar 1945 über 100 Frauen, Mädchen, Jüdinnen und „Zigeunerinnen“ sterilisiert wurden. Nach der Sterilisierung, die meist ohne Betäubung vorgenommen wurden, litten die Frauen und Mädchen unter starken Schmerzen.
Die Vor- und Nachuntersuchungen mit Hilfe von Kontrastmitteln für das Röntgen unterblieben teilweise und waren somit nicht immer Teil der Versuche. Aufgrund des Vorrückens der Roten Armee setzte Carl Clauberg seine verschiedenen Versuche vom KZ Auschwitz im KZ Ravensbrück an mindestens 35 Frauen fort. Sein brutales Vorgehen war in Auschwitz lagerbekannt – einmal kamen SS-Aufseherinnen hinzu, weil sie sehen wollten, was er denn mit den Frauen trieb, deren Geschrei durch das Lager hallte. Insgesamt führte Clauberg ungefähr 550 bis 700 Zwangssterilisationen durch.
Auch Horst Schumann setzte nach seiner Versetzung hierher eine neue Versuchsreihe mit „Zigeunerkindern“ an.
Die Ärztin Oberheuser war während ihrer Arbeitszeit in Ravensbrück nachweislich mit mindestens 60 Opfern konfrontiert. Anders als ihre männlichen Kollegen hat Oberheuser die Ergebnisse ihrer Arbeit im Frauen-KZ nicht für ihre weitere Karriere nach dem Kriegsende benutzt. Sie sah ihre Aufgabe in der Unterstützung ihrer männlichen Vorgesetzten, trug damit aber wesentlich zur Realisierung der Menschenversuche bei.
Ludwig Stumpfegger beteiligte sich unter der Führung von Gebhardt, Fischer und Oberheuser in Hohenlychen an Menschenversuchen (kriegschirurgische Experimente im Bereich der Transplantationschirurgie), hauptsächlich an polnischen Frauen aus dem KZ Ravensbrück. Hierbei nahm Stumpfegger persönlich Verpflanzungen von Knochen und Muskeln vor und verwertete diese Versuche für seine Habilitation im Herbst 1944 an der Medizinischen Fakultät der Universität Berlin. Titel seiner Habilitationsschrift war: Die freie autoplastische Knochentransplantation in der Wiederherstellungschirurgie der Gliedmaßen. Mit den Versuchen sollte es möglich werden, „Ersatzteile“ an Privatpatienten zu verkaufen, und außerdem sollten im Reich nach dem „Endsieg“ die vielen zu „Krüppeln“ gewordenen Soldaten auf diese Weise wieder geheilt werden.
Informationen über die Art der Verletzungen, die den Frauen bei den Experimenten zugefügt wurden, behielten Ärzte und Pflegepersonal für sich. Häftlinge des Männerlagers im Frauen-KZ berichten von Knochen- und Nervenoperationen an mindestens sechs männlichen Mitinsassen, von denen vier nach kurzer Zeit starben.
Ihre Peiniger und Peinigerinnen erlebten die Frauen in Ravensbrück auf die unterschiedlichste Art. Insassin Wanda Półtawska sagte später positiv über Oberheuser aus, dass diese versucht habe, Alfreda Prusówna zu retten. Aber für eine erbetene Bluttransfusion war im Revier keinerlei entsprechende Einrichtung vorhanden.
Im KZ erfolgten Begnadigungen für zum Tod verurteilte Frauen im Rahmen der Menschenversuche. Im Lager glaubten die Inhaftierten nach einiger Zeit, dass die Teilnahme an den Experimenten vor Exekution schützen würde, obwohl dort keine Begründungen bei der Mitteilung solcher Begnadigungen verlauteten.
Als aber zehn der polnischen Frauen sich geschlossen den Versuchen verweigerten, nachdem sie die ganze Sache anzweifelten, mussten diese zur Strafe in den sogenannten Straf-Bunker, wo am 16. August 1943 fünf von ihnen direkt gewaltsam operiert wurden. Die Weigerung dieser Frauen führte zu einer Solidaritätsbekundung aller Frauen im Lager.
Oberheuser und Fischer gaben bei Befragungen nach dem Kriegsende an, den zum Tode verurteilten Frauen mit diesen Versuchsoperationen eine Chance zum Überleben gegeben zu haben. Dem widerspricht aber, dass Frauen, wenn sie von den Experimenten etwas genesen waren, sehr häufig ermordet wurden oder infolge weiterer Versuche starben.

### Strafverfolgung

Der sogenannte Lagerdirektor, Johann Schwarzhuber, 1. Ravensbrück-Prozess (1947)

Es kam von 1946 bis 1950 zu den ersten Prozessen. Die Ravensbrück-Prozesse umfassen eine Reihe von Gerichtsverfahren, die unter britischer und französischer Gerichtsbarkeit eröffnet wurden. Angeklagt waren Leiter, SS-Leute, Angehörige des Lagerpersonals und Funktionshäftlinge des KZ.
Die Verhandlung gegen Gebhardt wegen medizinischer Versuche an KZ-Häftlingen, speziell im KZ Ravensbrück und in seiner zwölf Kilometer entfernt gelegenen Klinik Hohenlychen, sowie im KZ Auschwitz und gegen Oberheuser und Fischer im Nürnberger Ärzteprozess fand am 3. und 8. April 1947 statt.
Oberheuser war dabei die einzige Frau, die im Nürnberger Ärzteprozess wegen Verbrechen gegen die Menschlichkeit angeklagt wurde.
1949 bis 1950 fanden Prozesse gegen Angehörige des Lagerpersonals vor dem französischen Militärgericht in Rastatt statt. Am 10. März 1950 verurteilte das Gericht in diesem letzten zu den Ravensbrück-Prozessen zählenden Verfahren den ehemaligen Lagerkommandanten Fritz Suhren und den Arbeitseinsatzleiter Hans Pflaum zum Tode.
Ein weiterer Prozess um das KZ fand 1966 vor dem Bezirksgericht Rostock in der DDR statt.
Erneute Aufmerksamkeit und Interesse am KZ folgte nach dem dritten Majdanek-Prozess vor dem Landgericht Düsseldorf ab 1976. Die größte Aufmerksamkeit im Prozess bekam die SS-Wächterin Hermine Braunsteiner, die von Simon Wiesenthal aufgespürt worden war.
Im September 2006 rückte die Geschichte des Frauen-KZ wieder in das öffentliche Bewusstsein, als die USA die mittlerweile 83-jährige Elfriede Rinkel auswiesen. Diese hatte seit 1959 in Kalifornien gelebt, teilte das US-Justizministerium in Washington mit. Dabei habe sie aber über ihre NS-Vergangenheit gelogen. Rinkel, die nach wie vor die deutsche Staatsbürgerschaft hat, sei Anfang September nach Deutschland zurückgekehrt, nachdem den US-Behörden ihr Vorleben in der NS-Zeit bekannt geworden sei und ein Gericht sie zum Verlassen des Landes bis zum Monatsende aufgefordert habe. Rinkel sei von Juni 1944 bis zur Aufgabe des Lagers im April 1945 Aufseherin im KZ Ravensbrück gewesen. Sie habe bei der „Erfüllung ihrer Aufgaben“ einen trainierten Hund benutzt, teilte das US-Justizministerium weiter mit. Im Frauen-KZ zwangen die Wächterinnen – oft mit Hilfe von Hunden – Insassinnen und Insassen zu schwersten Arbeiten. „KZ-Wärter wie Elfriede Rinkel spielten bei der entsetzlichen Misshandlung unschuldiger Opfer durch das NS-Regime eine bedeutende Rolle“, heißt es in der Mitteilung des Ministeriums.
Am 6. Mai 2022 teilte das Justizministerium des Landes Brandenburg mit, die Justiz ermittle derzeit gegen einen ehemaligen 97-jährigen KZ-Wachmann wegen Beihilfe zum Mord an mindestens 3518 Häftlingen und eine inzwischen 99-jährige ehemalige Aufseherin des KZ Ravensbrück. Im Falle des 97-Jährigen laufe das Verfahren zur Prüfung der Verhandlungsfähigkeit.

## Prominente Häftlinge
- Milena Jesenská (1896 Prag; † 1944 Ravensbrück), tschechoslowakische Journalistin, Schriftstellerin und Übersetzerin. Sie gehörte zum engeren Freundeskreis des Schriftstellers Franz Kafka.
- Margarete Buber-Neumann, geborene Thüring (* 1901 Potsdam; † 1989 Frankfurt am Main), war eine deutsche Kommunistin, spätere Christdemokratin und politische Publizistin.
- Wanda Wiktoria Półtawska, geb. Wojtasik (* 1921 Lublin; † 2003 Krakau), war eine polnische Psychiaterin und Widerstandskämpferin.
- Gertrud Luckner (1900 Liverpool; † 1995 in Freiburg im Breisgau), christliche Widerstandskämpferin und bedeutende Akteurin im Hilfsnetzwerk für die verfolgte jüdische Bevölkerung. Nach 1945 Pionierin im katholisch-jüdischen Dialog.

## Nachnutzung und Gedenken
- 1959 wurde die Mahn- und Gedenkstätte Ravensbrück in Fürstenberg/Havel als kleinste der drei nach einheitlichen Richtlinien geplanten Nationalen Mahn- und Gedenkstätten der DDR auf einer Fläche von 3,5 ha am Rande des ehemaligen Lagers eingeweiht. Dort wurde bis 1993 vor allem des antifaschistischen Widerstands und der aus politischen Gründen inhaftierten Frauen gedacht. Die Architekten des sogenannten Buchenwald-Kollektivs bezogen einen Teil der ehemaligen KZ-Anlagen außerhalb der Lagermauer in die Gestaltung mit ein, u. a. das Krematorium, das ehemalige Lagergefängnis (Zellenbau) sowie einen Abschnitt der vier Meter hohen Lagermauer. In dem 1959 angelegten Massengrab vor der westlichen Lagermauer wurden Überreste verstorbener Häftlinge aus verschiedenen Grabstellen beigesetzt. Zentrum der Gedenkanlage ist die Bronzeskulptur „Tragende“ von Will Lammert, die als Wahrzeichen der Gedenkstätte Ravensbrück gilt.[91]
- Das eigentliche Lagerareal – das rund 30 Hektar umfassende engere Lagergelände innerhalb der historischen Mauer sowie die weiteren Lagerflächen mit dem Siemenslager Ravensbrück, dem Jugendkonzentrationslager Uckermark, der SS-Siedlung und weiteren Gebieten, insgesamt etwa 170 Hektar, wurde von 1945 bis 1993 von der sowjetischen Armee genutzt – erst als Repatriierungslager, später als Kaserne. Dadurch war das Lagerareal bis 1993 öffentlich nicht zugänglich, auch nicht für Gedenkveranstaltungen oder für die Forschung. 1993 übernahm die nach der deutschen Einheit gegründete Stiftung Brandenburgische Gedenkstätten die Mahn- und Gedenkstätte sowie das ehemalige Stammlager und weitere Teile des früheren Lagerkomplexes. Die zuvor politisch einseitige und wissenschaftlich nicht haltbare Dokumentationsausstellung wurde 1993 geschlossen und durch eine neue mit dem Titel Ravensbrück. Topographie und Geschichte des Frauen-KZ ersetzt. Anlässlich des 50. Jahrestages der Befreiung wurde 1995 der hergerichtete Eingangsbereich des ehemaligen KZ-Geländes als erster Teilabschnitt des historischen KZ-Bereichs öffentlich zugänglich gemacht.[3] SU-100 an der Straße zum ehemaligen Lager

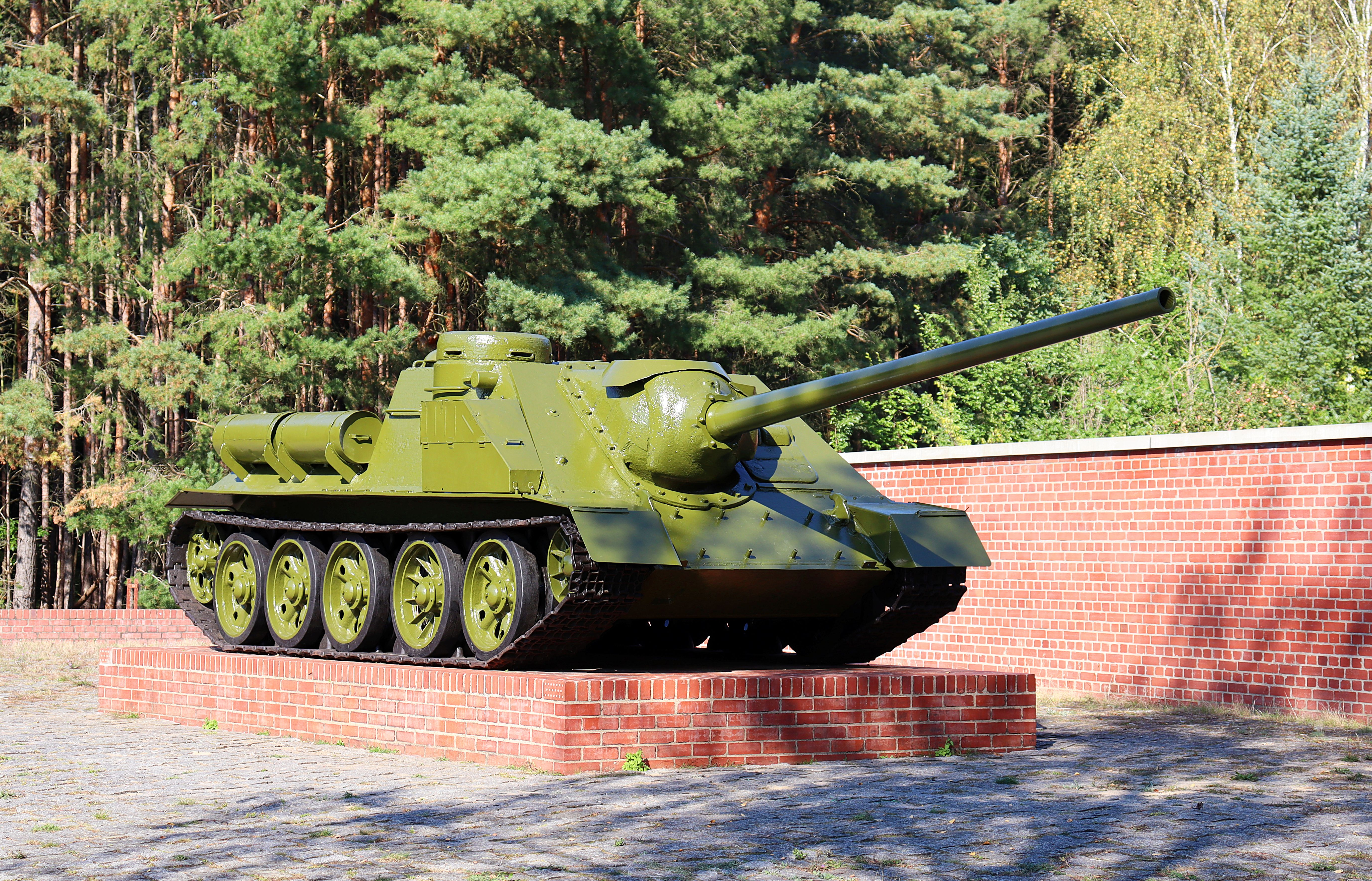
SU-100 an der Straße zum ehemaligen Lager

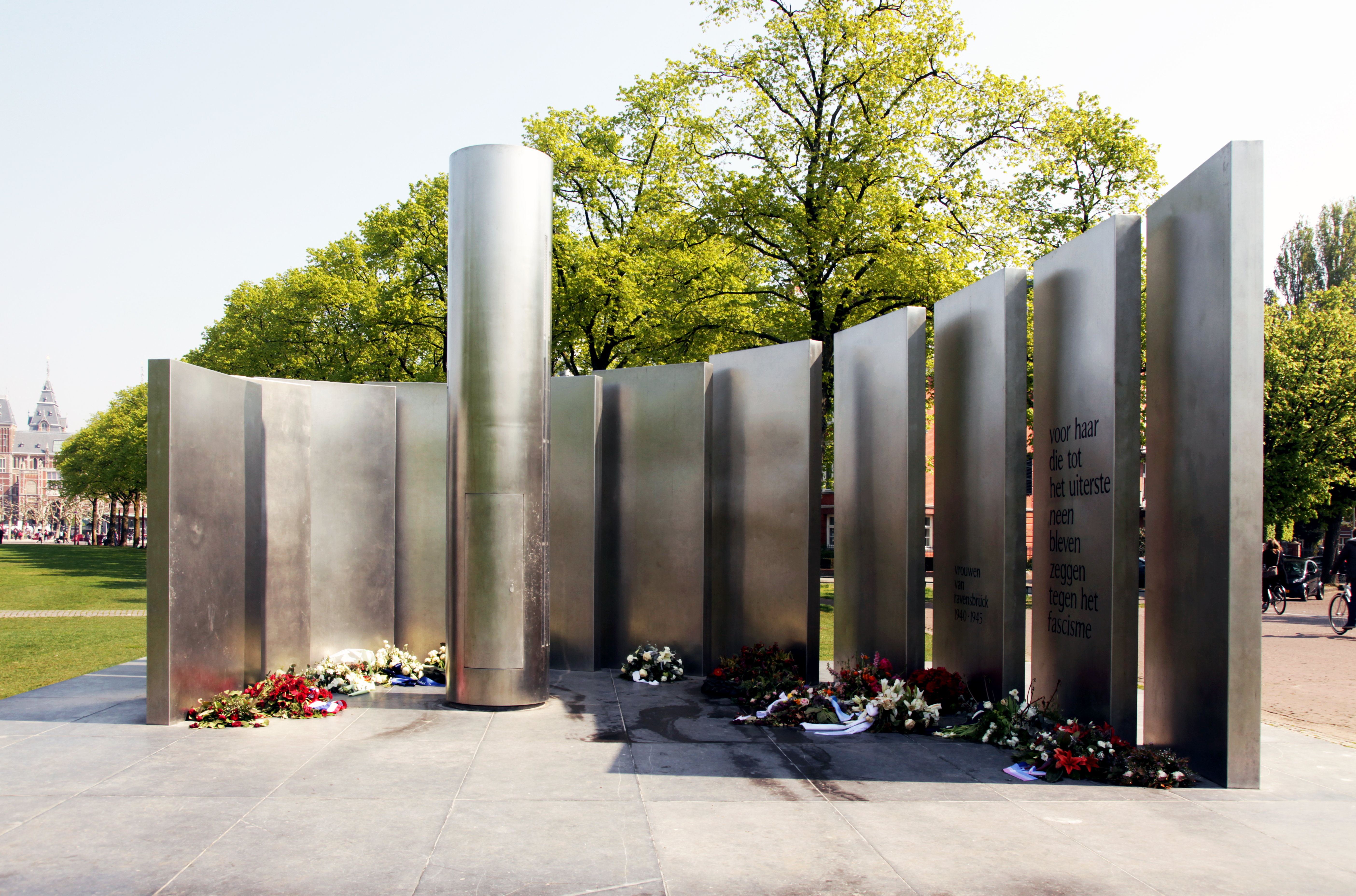
Vrouwen van Ravensbrück, Amsterdam

- An der Zufahrtsstraße zum ehemaligen Lager erinnert ein aufgestellter sowjetischer Jagdpanzer des Typs SU-100 an die Befreiung des KZ Ravensbrück durch die Rote Armee. Die dazugehörige Infotafel hat folgenden Text: „Ruhm und Ehre – Am 30. April 1945 wurde das KZ Ravensbrück von Soldaten und Offizieren der Roten Armee befreit“.

- Zum Gedenken an die Opfer des KZ Ravensbrück wurde im niederländischen Amsterdam 1975 das Denkmal Vrouwen van Ravensbrück eingeweiht, das jährlich für eine Gedenkveranstaltung anlässlich der Befreiung des KZ Ravensbrück genutzt wird.

- Mit der Geschichte des Siemenslagers befassen sich im Rahmen des Projekts siemens@ravensbrück seit 2010 jährlich Auszubildende der Siemens AG in Projektwochen, siehe Siemenslager Ravensbrück #Aufarbeitung durch Siemens.

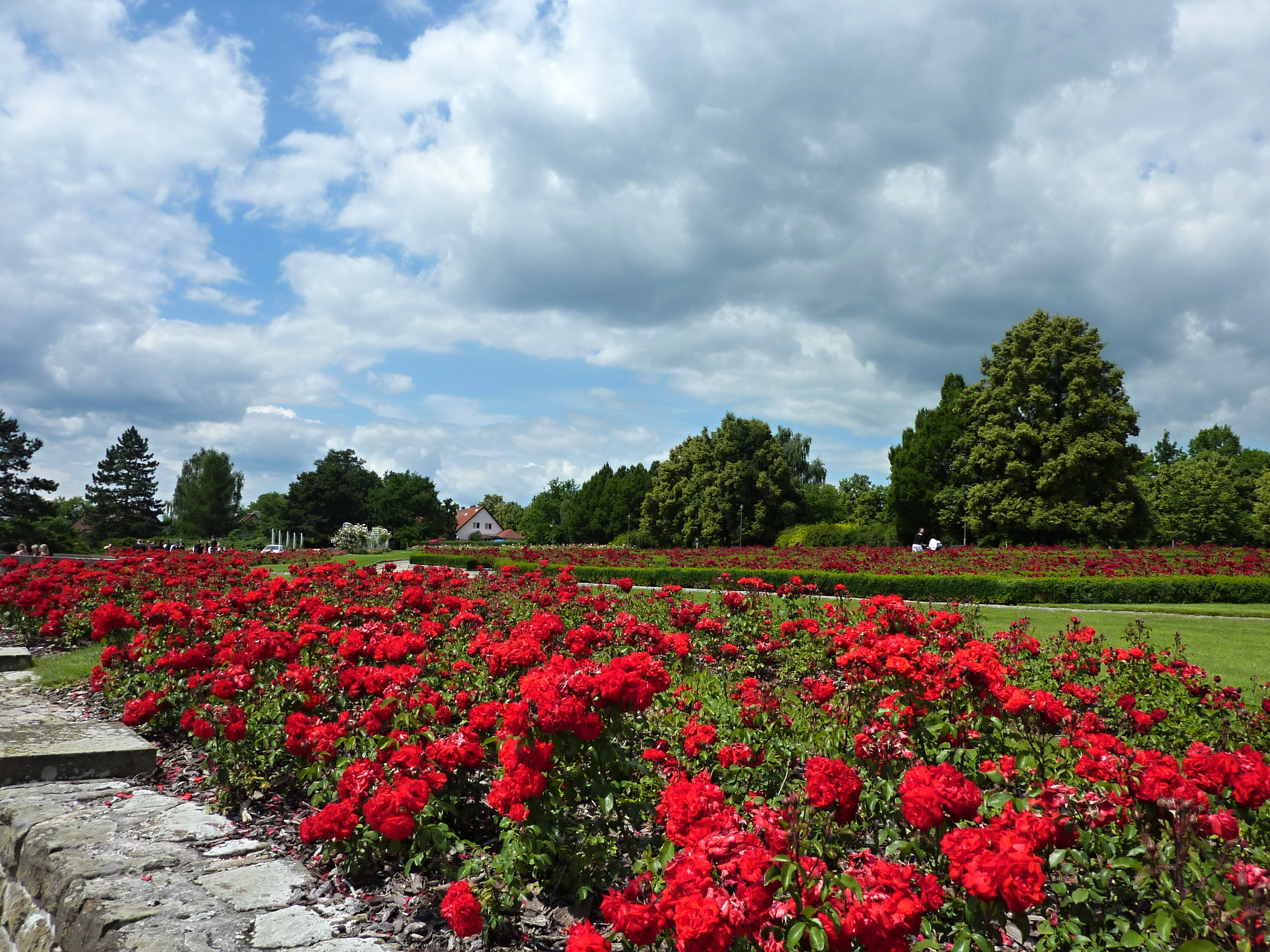
Lidice:Garten des Friedens und der Freundschaft

- In Lidice war bereits im Jahr 1955 in Erinnerung an das dort begangene Massaker der SS ein Rosengarten als Garten des Friedens und der Freundschaft angelegt worden.Lidice:Garten des Friedens und der Freundschaft Daran knüpften ehemalige Ravensbrück-Häftlinge aus Lidice an. Bei einem Besuch in Ravensbrück am 11. April 1958 pflanzten sie um das Massengrab an der Lagermauer herum 150 Rosenstöcke.[92]
Die Pflanzaktion der tschechischen Frauen begründete die Tradition der Rosenbepflanzung des Ravensbrücker Massengrabs, die auf Zustimmung und damit verbundenen Rosenspenden bei Häftlingsverbänden aus allen Teilen Europas stieß. Die Rose wurde verstanden als Zeichen der Freundschaft und der Hoffnung auf eine bessere Zukunft.

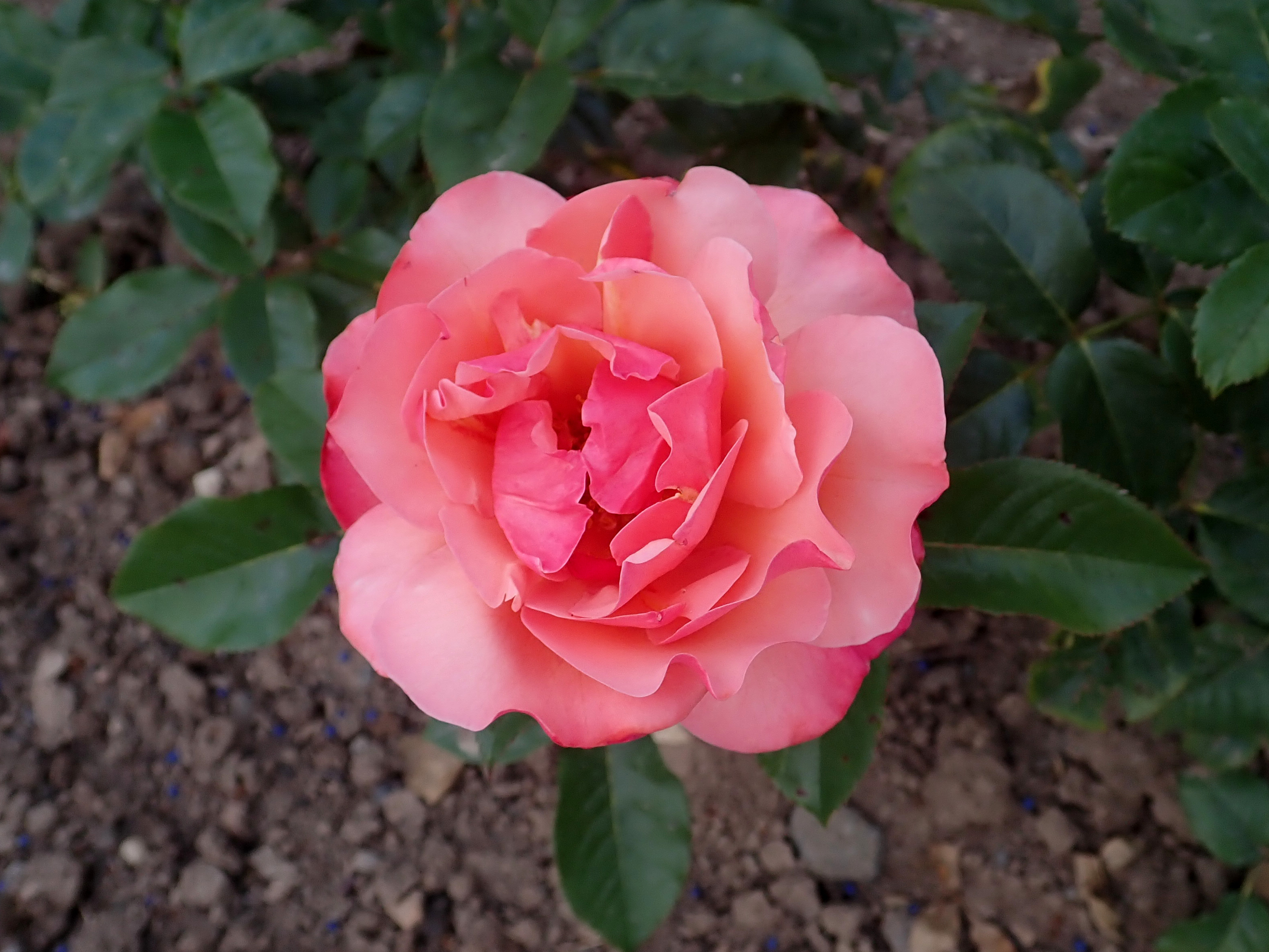
Die Rose Résurrection

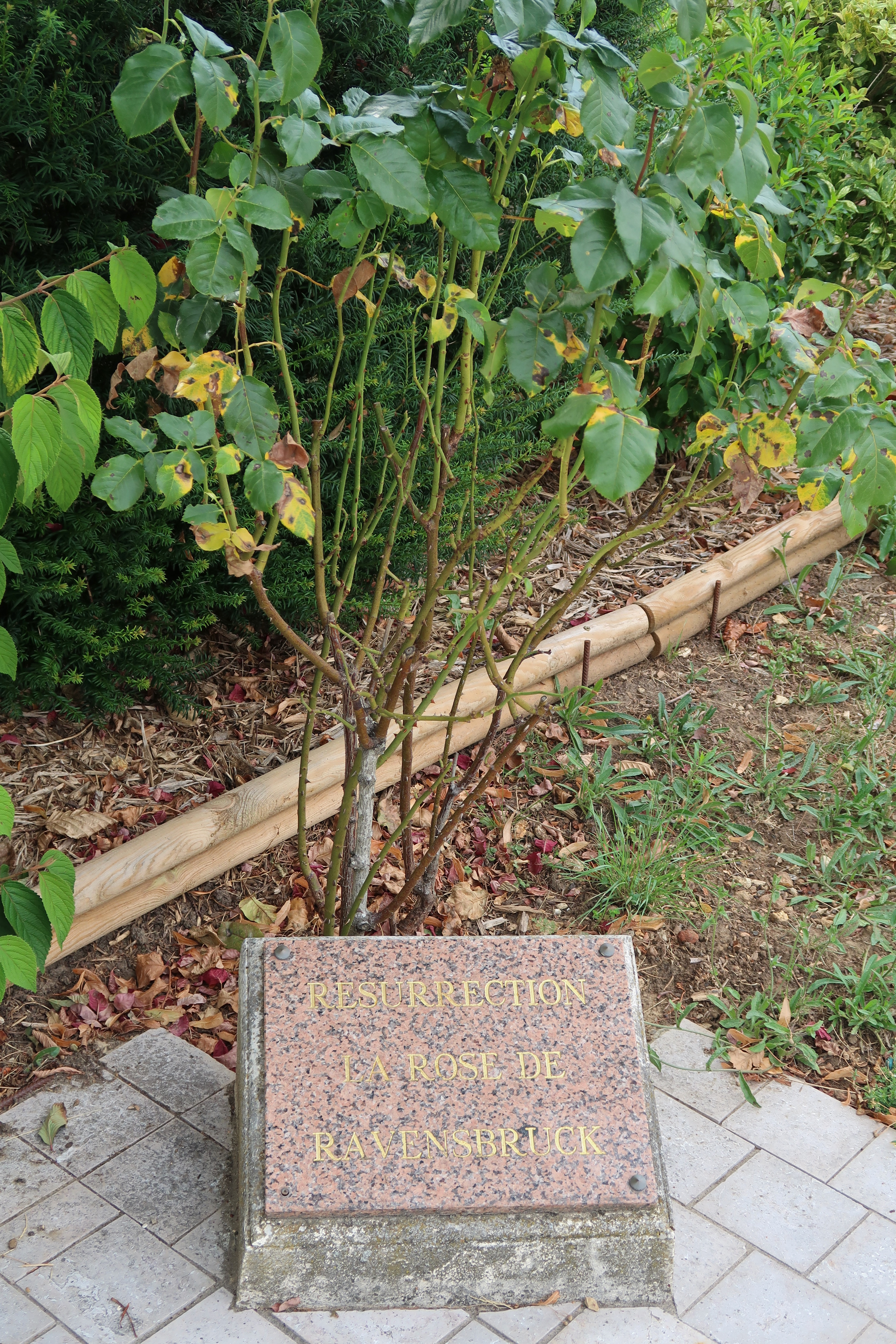
Die Rose von Ravensbrück vor der Kirche Saint-Martin in Les Clayes-sous-Bois

Die Rose RésurrectionDen Rosen aus unterschiedlicher Herkunft war in Ravensbrück kein dauerhaftes Überleben vergönnt. Deshalb initiierte im Jahr 1973 Marcelle Dudach-Roset (1918–1948), eine französische Widerstandskämpferin und Ravensbrück-Inhaftierte[93], die Züchtung einer Ravensbrück-Rose mit dem Namen Résurrection (Auferstehung).[92]Die Rose von Ravensbrück vor der Kirche Saint-Martin in Les Clayes-sous-Bois Die Züchtung erfolgte durch Michel Kriloff[94], der als französischer Kriegsgefangener seit 1942 im Rosarium Sangerhausen, dem heutigen Europa-Rosarium in Sangerhausen arbeitete. 1975, am 30. Jahrestag der Befreiung des Konzentrationslagers Ravensbrück wurde die Rose Résurrection erstmals gepflanzt, allerdings nicht in Ravensbrück, sondern im Garten der Krypta des Pariser Mémorial des Martyrs de la Déportation. Anne-Aymone Giscard d’Estaing, die Gattin des damaligen französischen Staatspräsidenten Valéry Giscard d’Estaing, pflanzte den ersten Rosenstock.[92]

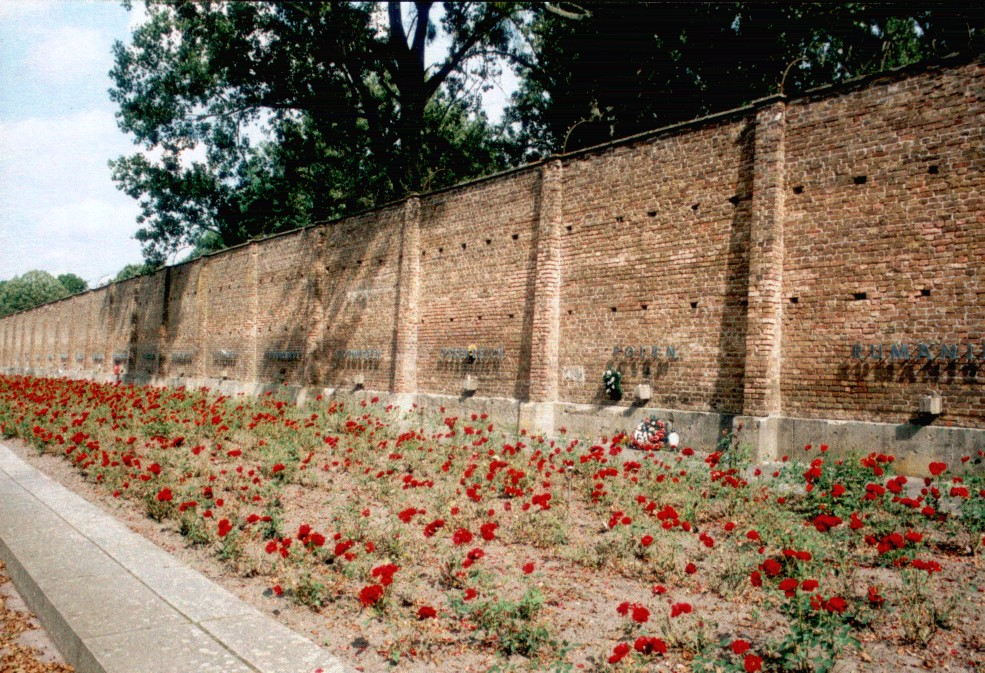
Mauer der Nationen, davor das Massengrab mit den Rosenstöcken

Die Rose Résurrection[95], „die mittlerweile an vielen Orten Frankreichs für Zwecke des Totengedenkens gepflanzt wird“[96], stand zu Beginn der 2000er Jahre nicht mehr in ausreichender Menge zur Verfügung und wurde deshalb nachgezüchtet.Mauer der Nationen, davor das Massengrab mit den Rosenstöcken Auf dem Massengrab in Ravensbrück stehen seit 2014 wieder Tausend Ravensbrück-Rosen, und seit ihrer Erstzüchtung 1974/75 wurde sie an mehr als 600 Orten gepflanzt.[92]
Die Mahn‑ und Gedenkstätte Ravensbrück hat eine Wanderausstellung zur Geschichte der Rosen von Ravensbrück konzipiert zu der 2015 auch ein Ausstellungskatalog erschien. In Ravensbrück selber gehört es inzwischen schon zur Tradition, dass „Besucherinnen und Besucher Rosen in den Schwedtsee [legen] – als Zeichen ihres Gedenkens“.[96]
Vor dem Touloner Mémorial de la Déportation et de Internement am Boulevard du 112e Régiment d'Infanterie (Lage) befindet sich am Fuße einer Skulptur, die einen gequälten und bis auf die Knochen abgemagerten KZ-Häftling symbolisiert, eine Gedenktafel mit einem Gedicht von Marcelle Dudach-Roset, der Initiatorin der Rose Résurrection: „...Ich bin "Auferstehung" // Und durch alle Jahre hindurch // Durch alle Jahreszeiten hindurch // Werde ich der Zeuge des Lebens bleiben // Der vor der Barbarei // Alle Kinder der Welt schützen wird // Selbst wenn ich zur Hagebutte geworden bin // Alle Wege erhellend...“.[97]

## Dokumentarfilme
- 1968: Frauen in Ravensbrück
- 2005: Die Frauen von Ravensbrück